# أودي إيه 7
أودي إيه 7 (بالإنجليزية: Audi A7)‏ هي سيارة من صناعة أودي أنتجت في 2010.
و من منافسيها بي ام دابليو، مرسديس
و تصنف مع منتجي المحركات الهادئة
أودي إي 7 Audi A هي سيارة تنفيذية أنتجتها أودي منذ عام 2010. إنها سيارة باب خلفي بخمسة أبواب، وتتميز بخط سقف مائل مع نافذة خلفية شديدة الانحدار وغطاء صندوق خلفي مدمج (يشكل ما يسمى «سبورت باك») وأربعة أبواب بدون إطار.

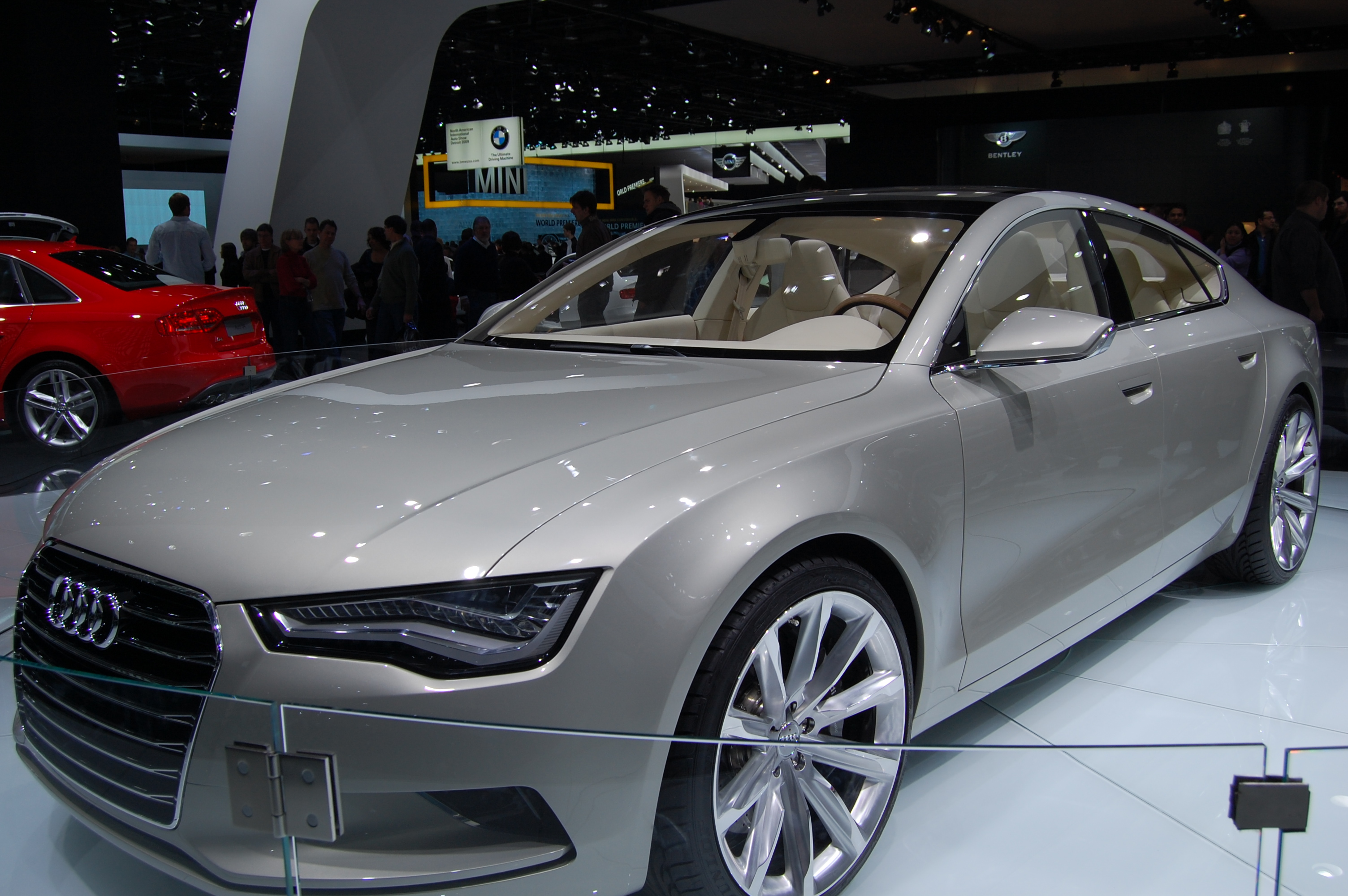
مفهوم أودي سبورت باك (2009)

## مفهوم أودي سبورت باك (2009)
أودي سبورت باك الاختبارية هي سيارة اختبارية مدعومة بمحرك ديزل نظيف سداسي الأسطوانات V6 سعة 3.0 لتر وبقوة 225 حصان (165 كيلو واط، 222 حصان) وعزم دوران 550 نيوتن متر (406 رطل قدم).
تتميز بناقل حركة أس-ترونيك بـ 7 سرعات، ونظام كواترو للدفع الرباعي الدائم، ونظام التعليق الأمامي بخمسة وصلات، وامتصاص الصدمات للتحكم المستمر في التخميد، والتوجيه الكهروميكانيكي، وأقراص الفرامل الخزفية (380 ملم في الأمام و 356 ملم في الخلف)، والأمام 6. ملاقط مكابح من الألومنيوم أحادية الكتلة، ومكابح خلفية عائمة وعجلات قياس 21 بوصة.
تم الكشف عن السيارة في معرض ديترويت للسيارات 2009. كما أنه يعاين سيارة 2015 إي 7 سبورت باك المحسنة.

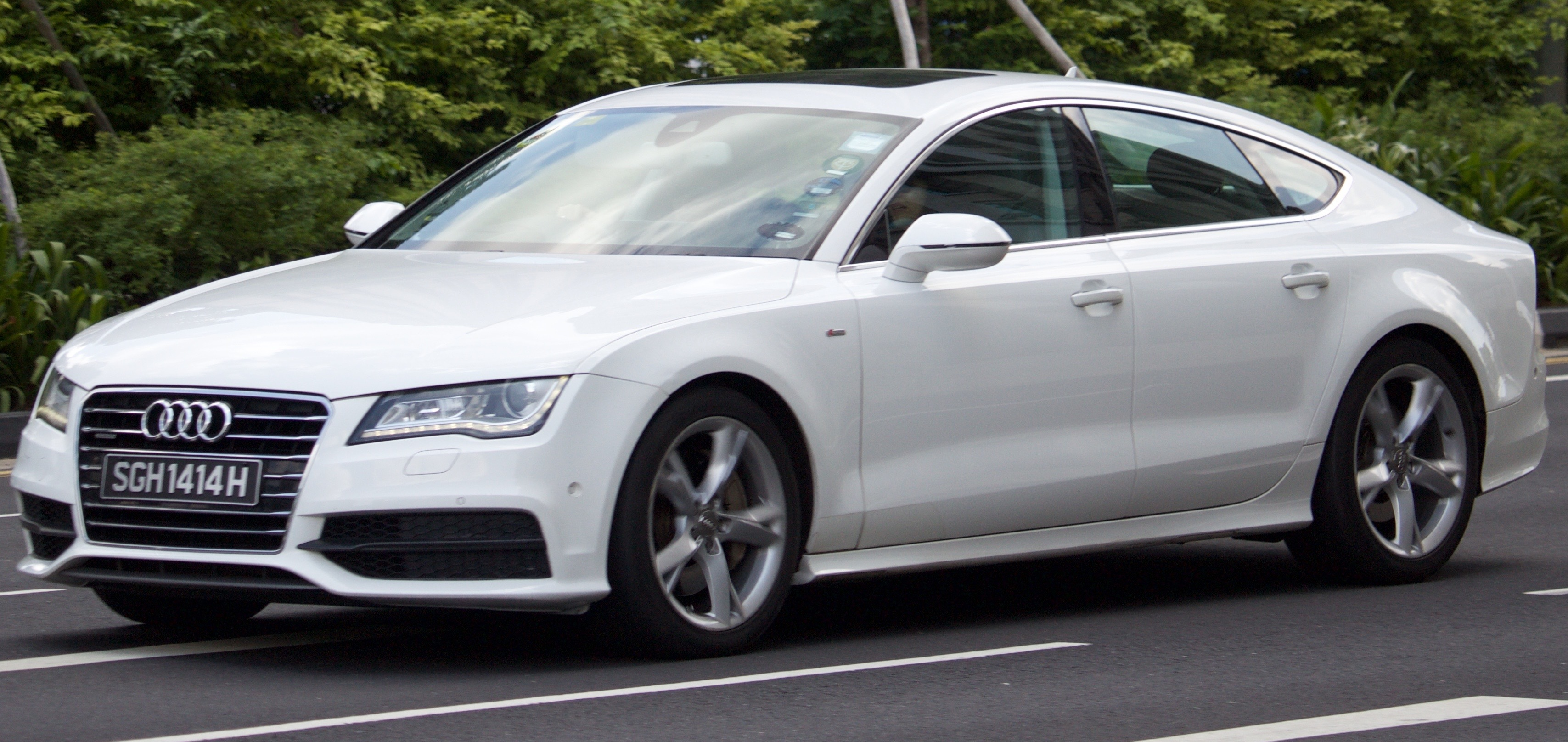

| أودي إي 7 (4G8)   | أودي إي 7 (4G8) |
| ملخص              | ملخص |
| ----------------- | --- |
| الصانع            | أودي |
| إنتاج             | 2010-2018 |
| مصمم              | ستيفان سيلاف (2006) |
| الجسم والشاسيه    | |
| منصة              | منصة فولكس فاجن MLB |
| متعلق ب           | - أودي إي 6 (سي7) - أودي أس7 - مفهوم أودي سبورت باك |
| مجموعة نقل الحركة | |
| محرك              | - محرك بنزين - 1.8 لتر I4 تيربو ف.س.آي - 2.0 لتر I4 تيربو ف.س.آي - 2.5 لتر V6 ف.س.آي (الصين) - 2.8 لتر V6 ف.س.آي - 3.0 لتر V6 تيربو ف.س.آي - 4.0 لتر V8 تيربو ف.س.آي - محرك ديزل - 3.0 لتر V6 ت.د.آي |
| توصيل             | - 7 سرعات القابض المزدوج أس-ترونيك - متعدد الإلكترون CVT - 8 سرعات أوتوماتيكية زد أف 8HP (موديل أمريكا الشمالية)                                                                                     |
| أبعاد             | |
| قاعدة العجلات     | 2914 مم (114.7 بوصة) |
| طول               | 4،974 مم (195.8 بوصة) |
| عرض               | 1،910 مم (75 بوصة) |
| ارتفاع            | 1،420 مم (56 بوصة) |
| كبح الوزن         | 1،910 كجم (4210 أرطال) |

## الجيل الأول

### (النوع 4 ج 8 - 2010-2018)
الإصدار الأولي إي 7 هو في جوهره، نسخة بسقف منحني حتى مؤخرتها بأربعة أبواب من سلسلة سي 7 أودي إي 6، تعتمد على منصة م.ل.بي لمجموعة فولكس فاجن.  
تم إصدار إي 7 قبل سيارة إي 6 الصالون/ المدينة الأكثر تقليدية. تشترك كلتا السيارتين في نفس الهيكل الأساسي ونظام الدفع والشاسيه ولوحة القيادة والمقصورة الداخلية، بينما تتمتع إي 7 بلوحة خارجية فريدة خاصة بها. كما أنها تختلف عن إي 6 من حيث أنها تستخدم الألمنيوم في معظم أجزاء هيكلها الأمامي.
كان إي 7 أيضاً أول فاست باك يظهر ضمن سلسلة منصة أودي سي منذ إصدار أفانت من سي 2 أودي 100، والذي تم إيقافه في عام 1982.
تم الكشف عن السيارة في متحف الفن بيناكوتك مودرن في ميونيخ في 26 يوليو 2010، ولاحقاً في معرض باريس للسيارات 2010، معرض نيويورك للسيارات 2011، جولة 2011 (في ميسانو ريد).
تم طرح السيارات للبيع في خريف عام 2010. تشمل الطرازات المبكرة 2.8 لتر 204 حصان ف.س.آي (150 كيلو واط، 201 حصان) مع ملتيترونيك \.0 لتر ت.ف.س.آي كواترو، 3.0 لتر (300 حصان (221 كيلوواط، 296 حصان) مع سبع سرعات أس-ترونيك، 3.0 لتر ت.د.آي كواترو (245 حصان (180 كيلو واط، 242 حصان) مع سبع سرعات أس-ترونيك؛ متبوعاً بـ 3.0 لتر ت.د.آي 204 حصان (150 كيلو واط؛ 201 حصان) مع أجهزة إلكترونية متعددة.
يقدم موديل 2011 إي 7 قاعدة بيانات فليكس راي عالية السرعة التي تتحكم في جميع أنظمة مساعدة السائق من إي 8، لكنها تضيف شاشة عرض رأسية ومساعدة نشطة للمسار. مصابيح أمامية إل إي دي كاملة مع تبديل أوتوماتيكي للضوء العالي أو ضوء أودي التكيفي (زينون) مع التحكم في نطاق المصباح المتغير.
طُرحت موديلات الولايات المتحدة للبيع موديل 2012 من السيارات.
تشتمل الطرازات المبكرة على 3.0 لتر ت.ف.س.آي كواترو (310 حصان (228 كيلوواط، 306 حصان) مع ناقل حركة أوتوماتيكي بـ 8 سرعات.

### أودي أس 7 (2012-2017)
أس 7 هو نسخة من إي 7 بمحرك توربو ت.ف.س.آي V8 سعة 4.0 لتر (3993 سم مكعب) بقوة 420 حصان (309 كيلو واط، 414 حصان) وعزم دوران 550 نيوتن متر (406 رطل قدم) بالإضافة إلى كواترو نظام دفع رباعي وعلبة تروس أس-ترونيك ذات 7 سرعات. يمكن لـ أس 7 التسارع من 0 إلى 100 كم / ساعة (0 إلى 62 ميل في الساعة) في 4.7 ثانية.
تم الكشف عن السيارة في معرض فرانكفورت للسيارات 2011، وفي وقت لاحق في 2012 كأس أودي كواترو.
بدأ تسليم أس 7 في ربيع عام 2012.

### مركبات مماثلة
وقد استشهد المراجعون بسيارة مرسيدس-بنز س.ل.أس كلاس كمصدر إلهام لسيارة أودي إي 7 في سوق سيارات السيدان التنفيذية بأربعة أبواب.

### المحركات والأداء
تتوفر محركات الاحتراق الداخلي التالية، باختلافات تعتمد على السوق.

#### محركات البنزين
| نموذج                                           | السنة     | كود - نوع                     | توصيل             | قوة - طاقة                                                       | عزم الدوران                                               | 0–100 كم / ساعة (0–62 ميل / ساعة) | السرعة القصوى                  |
| ----------------------------------------------- | --------- | ----------------------------- | ----------------- | ---------------------------------------------------------------- | --------------------------------------------------------- | --------------------------------- | ------------------------------ |
| إي 7 2.0 لتر ت.ف.س.آي                           | 2014-2018 | 1،984 سم مكعب I4 شاحن توربيني | 7 سرعات أس-ترونيك | 252 حصان (185 كيلوواط، 249 حصان) عند 5000-6000 دورة في الدقيقة   | 370 نيوتن متر (273 رطل قدم) عند 1600-4500 دورة في الدقيقة | 6.9 ثانية                         | 250 كم / ساعة (155 ميل / ساعة) |
| إي 7 2.8 لتر ف.س.آي                             | 2010-2017 | 2773 سم مكعب V6.0             | ملتيترونيك        | 204 حصان (150 كيلوواط، 201 حصان) عند 5،250-6،250 دورة في الدقيقة | 280 نيوتن متر (207 رطل قدم) عند 3000-5000 دورة في الدقيقة | 8.3 ثانية                         | 235 كم / ساعة (146 ميل / ساعة) |
| إي 7 2.8 لتر ف.س.آي كواترو                      | 2010-2017 | 2773 سم مكعب V6.0             | 7 سرعات أس-ترونيك | 204 حصان (150 كيلوواط، 201 حصان)                                 | 280 نيوتن متر (207 رطل قدم)                               | 8.3 ثانية                         | 235 كم / ساعة (146 ميل / ساعة) |
| إي 7 3.0 لتر ت.ف.س.آي كواترو                    | 2010-2017 | 2995 سم مكعب V6 سوبر تشارج    | 7 سرعات أس-ترونيك | 300 حصان (221 كيلوواط، 296 حصان) عند 5250-6500 دورة في الدقيقة   | 440 نيوتن متر (325 رطل قدم) عند 2900-4500 دورة في الدقيقة | 5.6 ث                             | 250 كم / ساعة (155 ميل / ساعة) |
| إي 7 3.0 لتر ت.ف.س.آي كواترو (الولايات المتحدة) | 2012-2015 | 2995 سم مكعب V6 سوبر تشارج    | 8 سرعات تيبترونيك | 310 حصان (228 كيلوواط، 306 حصان) عند 5400-6500 دورة في الدقيقة   | 440 نيوتن متر (325 رطل قدم) عند 2900-4500 دورة في الدقيقة | 5.6 ث                             | 250 كم / ساعة (155 ميل / ساعة) |
| إي 7 3.0 لتر ت.ف.س.آي كواترو (الولايات المتحدة) | 2016-2017 | 2995 سم مكعب V6 سوبر تشارج    | 8 سرعات تيبترونيك | 333 حصان (245 كيلوواط، 328 حصان) عند 5300-6500 دورة في الدقيقة   | 440 نيوتن متر (325 رطل قدم) عند 2900-5300 دورة في الدقيقة | 5.3 ث                             | 210 كم / ساعة (130 ميل / ساعة) |
| إي 7 3.0 لتر ت.ف.س.آي كواترو (الولايات المتحدة) | 2017-2018 | 2995 سم مكعب V6 سوبر تشارج    | 8 سرعات تيبترونيك | 340 حصان (250 كيلوواط، 335 حصان) عند 5300-6500 دورة في الدقيقة   | 440 نيوتن متر (325 رطل قدم) عند 2900-5300 دورة في الدقيقة | 5.3 ث                             | 210 كم / ساعة (130 ميل / ساعة) |
| أس 7 4.0 ت.ف.س.آي كواترو                        | 2012-2017 | 3993 سم مكعب V8 مزدوج توربو   | 7 سرعات أس-ترونيك | 420 حصان (309 كيلوواط، 414 حصان) عند 5500-6400 دورة في الدقيقة   | 550 نيوتن متر (406 رطل قدم) عند 1400-5200 دورة في الدقيقة | 4.7 ثانية                         | 250 كم / ساعة (155 ميل / ساعة) |
| آر أس 7 4.0 لتر ت.ف.س.آي كواترو                 | 2013-2017 | 3993 سم مكعب V8 مزدوج توربو   | 8 سرعات تيبترونيك | 560 حصان (412 كيلوواط، 552 حصان) عند 5700-6700 دورة في الدقيقة   | 700 نيوتن متر (516 رطل قدم) عند 1750-5500 دورة في الدقيقة | 3.9 ثانية                         | 250 كم / ساعة (155 ميل / ساعة) |

#### محركات الديزل
| نموذج                                         | السنة     | كود نوع               | توصيل             | قوة                                                            | عزم الدوران                                                 | 0–100 كم / ساعة (0–62 ميل / ساعة) | السرعة القصوى                  |
| --------------------------------------------- | --------- | --------------------- | ----------------- | -------------------------------------------------------------- | ----------------------------------------------------------- | --------------------------------- | ------------------------------ |
| إي 7 3.0 لتر ت.د.آي                           | 2010-2017 | 2967 سم مكعب V6 توربو | ملتيترونيك        | 204 حصان (150 كيلوواط، 201 حصان) عند 3250-4500 دورة في الدقيقة | 400 نيوتن متر (295 رطل قدم) عند 1250-3500 دورة في الدقيقة   | 7.4 ثانية                         | 235 كم / ساعة (146 ميل / ساعة) |
| إي 7 3.0 لتر ت.د.آي كواترو                    | 2010-2017 | 2967 سم مكعب V6 توربو | 7 سرعات أس-ترونيك | 204 حصان (150 كيلوواط، 201 حصان) عند 3250-4500 دورة في الدقيقة | 450 نيوتن متر (332 رطل قدم) عند 1250-3500 دورة في الدقيقة   | 7.2 ثانية                         | 235 كم / ساعة (146 ميل / ساعة) |
| إي 7 3.0 لتر ت.د.آي كواترو                    | 2010-2012 | 2967 سم مكعب V6 توربو | 7 سرعات أس-ترونيك | 245 حصان (180 كيلوواط، 242 حصان) عند 4000-4500 دورة في الدقيقة | 500 نيوتن متر (369 رطل قدم) عند 1750-2500 دورة في الدقيقة   | 6.3 ث                             | 250 كم / ساعة (155 ميل / ساعة) |
| إي 7 3.0 لتر ت.د.آي كواترو                    | 2011      | 2967 سم مكعب V6 توربو | 8 سرعات تيبترونيك | 313 حصان (230 كيلوواط، 309 حصان) عند 3900-4500 دورة في الدقيقة | 650 نيوتن متر (479 رطل قدم) عند 1450-2800 دورة في الدقيقة   | 5.3 ث                             | 250 كم / ساعة (155 ميل / ساعة) |
| إي 7 3.0 لتر ت.د.آي كواترو (الولايات المتحدة) | 2012-2017 | 2967 سم مكعب V6 توربو | 8 سرعات تيبترونيك | 245 حصان (180 كيلوواط، 242 حصان) عند 4000-4500 دورة في الدقيقة | 580 نيوتن متر (428 رطل قدم) عند 1400 - 3250 دورة في الدقيقة | 6.3 ث                             | 250 كم / ساعة (155 ميل / ساعة) |

### الجوائز
في حفل توزيع جوائز سيارة العام الدولي، تم اختيار أودي إي 7 كأفضل سيارة دولية لهذا العام في عام 2012.
صنفت مجلة أوتو ويك سيارة أودي إي 7 كأفضل سيارة / سيارة لعام 2012.
اختارت مجلة أسكوير سيارة أودي إي 7 بلقب سيارة العام 2011.
حصلت أودي إي 7 على جائزة مجلة أوتو موبيل على جائزة «أفضل سيارة لعام 2012».

### التسويق
كجزء من إطلاق منتج إي 7 سبورت باك، تم إنشاء حملة إطلاق بالتعاون مع وكالة الإعلانات في لندن بارتل بوجل هيغارتي. أصبحت قصة ولادة إي 7 سبورت باك مصدر إلهام لموقع بقعة تحرير الورق.
كجزء من إطلاق إي 7 في الولايات المتحدة، تم إنتاج نسخة ورق مطبوعة من أودي إي 7 2012.
كجزء من إطلاق أس 7 في الولايات المتحدة، تم إنتاج إعلان سوبر بول التجاري.

### تحديث 2012
تمت إضافة إي7 ت.د.آي كواترو 3.0 لتر (313 حصان (230 كيلو واط، 309 حصان) (مثل إي 7 3.0 لتر بي آي ت.د.آي كواترو) إلى سوق المملكة المتحدة.
تم الكشف عن إي7 كلين ديزل كواترو ت.د.آي 3.0 لتر في معرض لوس أنجلوس للسيارات 2012.
تم تعيين الطراز الأمريكي إي 7 ت.د.آي كلين ديزل كواترو 3.0 لتر للبيع في خريف 2013 كسيارة طراز عام 2014.

### إي 7 سبورت باك (2013)
إي 7 سبورت باك الإصدار الأسود (2013) هي نسخة من إي 7 (باستثناء أس 7 3.0 لتر ت.د.آي (204 حصان (150 كيلو واط، 201 حصان)، لسوق المملكة المتحدة. وهي تشتمل على عجلات من سبائك الألمنيوم بتصميم دوار مقاس 21 بوصة مع طبقة نهائية من التيتانيوم الداكن مع نظام تعليق رياضي أكثر انخفاضاً وشبكاً أسود ومحيطاً للوحة الأرقام وشرائط إطار النافذة وزجاج الخصوصية الممتد من العمود بي للخلف؛ ترصيع باللون الأسود البيانو، مقاعد رياضية منجدة بجلد فالكون الأسود، بطانة سقف سوداء، نظام صوت بوز مع راديو DAB وAMI من مواصفات سي وما فوق، حزمة معدات أس-لاين (الملاحة عبر الأقمار الصناعية، مستشعرات الضوء والمطر، مصابيح زينون  الأمامية لجميع الأحوال الجوية وخلفية إل إي دي المصابيح، ونظام الديناميكيات التكيفية لاختيار محرك أودي، نظام وقوف السيارات أودي بلس، التشغيل بدون مفتاح) تشغيل الباب الخلفي الكهربائي، المقاعد الأمامية القابلة للتعديل كهربائياً والجناح الخلفي القابل للسحب.
بدأت المبيعات في نوفمبر 2012، وبدأت عمليات التسليم في أوائل عام 2013.

### آر أس 7 (2013-2019)
تتميز آر أس 7 بمحرك V8 توربو مزدوج ثنائي التمرير 4.0 لتر ت.ف.س.آي بقوة 412 كيلو واط (560 حصان، 553 حصان) وعزم دوران 700 نيوتن متر (516 رطل قدم)، بالإضافة إلى نظام أسطوانة عند الطلب يقوم بإلغاء تنشيط صمامات السحب والعادم من 4 أسطوانات (2 ،3 ،5 و8)، وناقل حركة تيبترونيك بثماني سرعات مع وضعي قيادة دي وأس، كواترو مع توجيه عزم الدوران مع ترس تفاضلي مركزي ذاتي القفل مع معدل قفل مرتفع ومبرد زيت (اختياري كواترو مع تفاضل رياضي مع  تروسان متراكبة) وعجلات مصقولة مقاس 20 بوصة بتصميم سبعة أضلاع مزدوجة (عجلات مسبوكة اختيارية مقاس 21 بوصة في ثلاثة تصميمات)، وأربعة أقراص مكابح بقطر داخلي مع أقراص أمامية بقطر 390 مم (15.4 بوصة) وأسود (أحمر اختياري) ملاقط بستة مكابس مطلية (اختياري 420 مم (16.5 بوصة) أقراص سيراميك من ألياف الكربون مع ملاقط رمادية أنثراسيت)، وتحكم إلكتروني في الثبات مع وضعي الرياضة والإيقاف، تعليق هوائي متكيف يخفض الجسم بمقدار 20 مم (0.79 بوصة) (نظام تعليق رياضي محكم اختياري بالإضافة إلى نظام التحكم الديناميكي بالقيادة) وتوجيه ديناميكي اختياري لجميع العجلات مع تعزيز توجيه متغير باستمرار ونسبة، وشبكة واقية سوداء شديدة اللمعان مع هيكل على شكل خلية نحل في مقدمة السيارة، وأجزاء إضافية من الألومنيوم غير اللامع، وجناح ممتد للطاقة، وزخارف عادم بيضاوية الشكل، ومجموعة مختارة من 10 ألوان للهيكل (بما في ذلك رمادي ناردو، وتشطيب حصري رمادي دايتونا، وتأثير غير لامع) وحزم اختيارية من الألمنيوم غير اللامع والكربون، ومسند للقدمين، ودواسات ومفاتيح ناعمة في نظام الملاحة القياسي MMI بالإضافة إلى طرف الألمنيوم؛ وزخارف زخرفية أسفل الشاشة القابلة للسحب بلمسة نهائية بيانو، وتطعيمات من الكربون (أربع مواد إضافية اختيارية)، وبطانة أمامية من القماش الأسود (فضية قمرية اختيارية أو ألكانتارا سوداء) ومقاعد آر أس الرياضية مع دعامات جانبية ومساند رأس مدمجة وشعارات آر أس 7 منجدة باللون الأسود الكانتارا، وجلد مع خياطة ماسية في الأقسام المركزية (جلد فالكونا اختياري مبطن على شكل قرص العسل باللون الأسود أو الفضي القمري) ومقاعد مريحة اختيارية قابلة للتعديل كهربائياً مع وظيفة الذاكرة، ومقاعد خلفية محددة، ومصابيح زينون بلس الأمامية، ونظام مراقبة ضغط الإطارات، ونظام وقوف السيارات بالإضافة إلى تكييف هواء أوتوماتيكي ثلاثي المناطق، مثبت السرعة، نظام صوت أودي، نظام ملاحة MMI بلس، مثبت السرعة التكيفي مع نظام ستار ستوب بما في ذلك نظام اودي تنبيه الجبهة.
يمكن أن تتسارع آر أس 7 من 0 إلى 100 كم / ساعة (0 إلى 62 ميل / ساعة) في 3.9 ثانية وتقتصر على 250 كم / ساعة (155 ميل / ساعة). تعمل الحزمة الديناميكية الاختيارية والحزمة الديناميكية بالإضافة إلى زيادة السرعات القصوى إلى 280 كم / ساعة (174 ميلاً في الساعة) و305 كم / ساعة (190 ميلاً في الساعة) على التوالي.
تشمل الخيارات الأخرى المرايا الخارجية مع أغطية الكربون المكشوفة والمصابيح الأمامية إل إي دي بالكامل، وشاشة العرض العلوية، وحزمة الراحة، والحزمة الديناميكية، والحزمة الديناميكية الإضافية، وهاتف السيارة عبر الإنترنت بلوتوث، ونظام بانغ أولفسن الصوتي المتقدم.
تم الكشف عن السيارة في معرض أمريكا الشمالية الدولي للسيارات 2013.
أعلنت أودي عن أداء آر أس 7 جنباً إلى جنب مع أداء آر أس 6 في 22 أكتوبر 2015.
يتم تشغيلها بنفس محرك V8 مزدوج التوربو سعة 4.0 لتر مثل آر أس 7 القياسي، ولكن الآن بقوة 605 حصان (445 كيلوواط، 597 حصان) عند 6100 - 6800 دورة في الدقيقة و750 نيوتن متر (553 رطل قدم) من عزم الدوران  عند 2500-5500 دورة في الدقيقة.
تظل السرعة القصوى محدودة بـ 250 كم / ساعة (155 ميلاً في الساعة) كمعيار، وهناك حزم اختيارية ديناميكية وديناميكة بلس ترفع السرعة القصوى إلى 280 كم / ساعة (174 ميلاً في الساعة) و305 كم / ساعة (190 ميل / ساعة) على التوالي. سيتسارع أداء آر أس 7 من 0 إلى 100 كم / ساعة (0 إلى 62 ميل / ساعة) في 3.7 ثانية ومن 0 إلى 200 كم / ساعة (0 إلى 124 ميل / ساعة) في 12.1 ثانية. على الرغم من الأداء المحسن، فإن الاقتصاد في استهلاك الوقود وثاني أكسيد الكربون 2 لم تتغير عن أفانت آر أس 6 القياسي.

### شد الوجه منتصف 2014 (موديل 2015)
كشفت أودي النقاب عن 2015 إي 7 تجميل في مايو 2014. تشمل التغييرات:
- يعدل التصميم المظهر الخارجي للسيارة، ومجموعة المحرك، وناقل الحركة
- أحدث نظام معلومات ترفيهي معياري لواجهة الوسائط المتعددة (معالج نفيديا تيجرا 3 أسرع، رسومات محسّنة) بما في ذلك التعرف على خط اليد.
- أودي تقوم بتوصيل تقنيات المعلومات مع إنترنت الجوال 4G (وتحديثات الهاتف المحمول لخريطة الملاحة)
- المصابيح الأمامية المتكيفة الخالية من الوهج ماتريكس إل إي دي.
- يمكن الآن لمساعد الرؤية الليلية المحسن التعرف على الحيوانات.
- تتوافق كل من محركات ت.ف.س.آي ومحركات ت.د.آي الثلاثة مع معيار الانبعاث يورو 6.

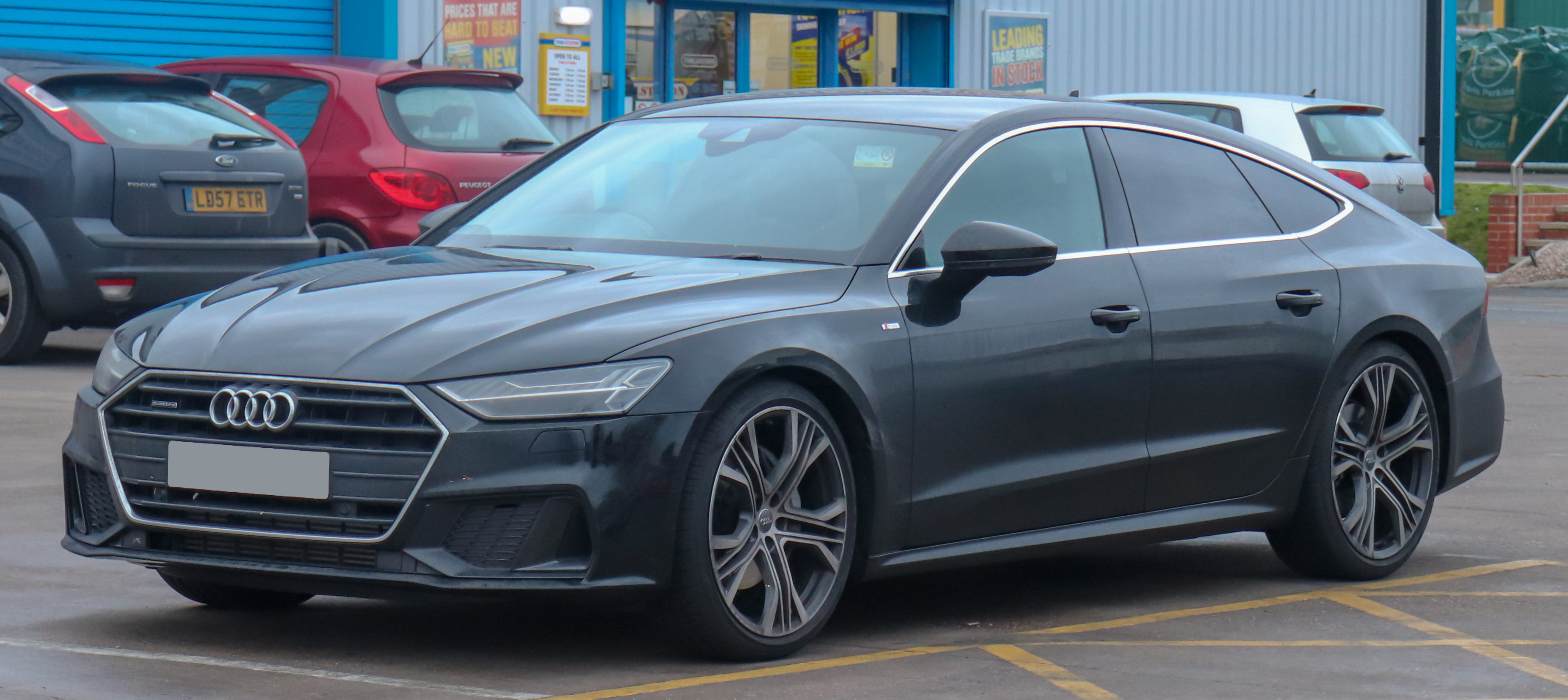

| أودي إي 7 (4K8)   | أودي إي 7 (4K8) |
| ملخص              | ملخص |
| ----------------- | --- |
| الصانع            | أودي |
| إنتاج             | 2018 إلى الوقت الحاضر                                                                                                |
| مصمم              | سيباستيانو روسو |
| الجسم والشاسيه    | |
| منصة              | منصة فولكس فاجن م.ل.بevo                                                                                             |
| متعلق ب           | - أودي إي 8 - أودي إي 6 - أودي كيو 7 - أودي كيو 8 - بنتلي بنتايجا - لامبورغيني اوروس - كايين بورش - فولكس فاجن طوارق |
| مجموعة نقل الحركة | |
| محرك كهربائي      | محرك كهربائي متزامن أي سي (55 TFSIe)                                                                                 |
| توصيل             | - 7 سرعات القابض المزدوج أس-ترونيك - 8 سرعات أوتوماتيكية تبترونيك                                                    |
| أبعاد             | |
| قاعدة العجلات     | 2926 مم (115.2 بوصة)                                                                                                 |
| طول               | 4،969 مم (195.6 بوصة)                                                                                                |
| عرض               | 1،926 ملم (75.8 بوصة)                                                                                                |
| ارتفاع            | 1،422 ملم (56.0 بوصة)                                                                                                |
| كبح الوزن         | 1،890 كجم (4170 رطلاً)                                                                                                |

### صور

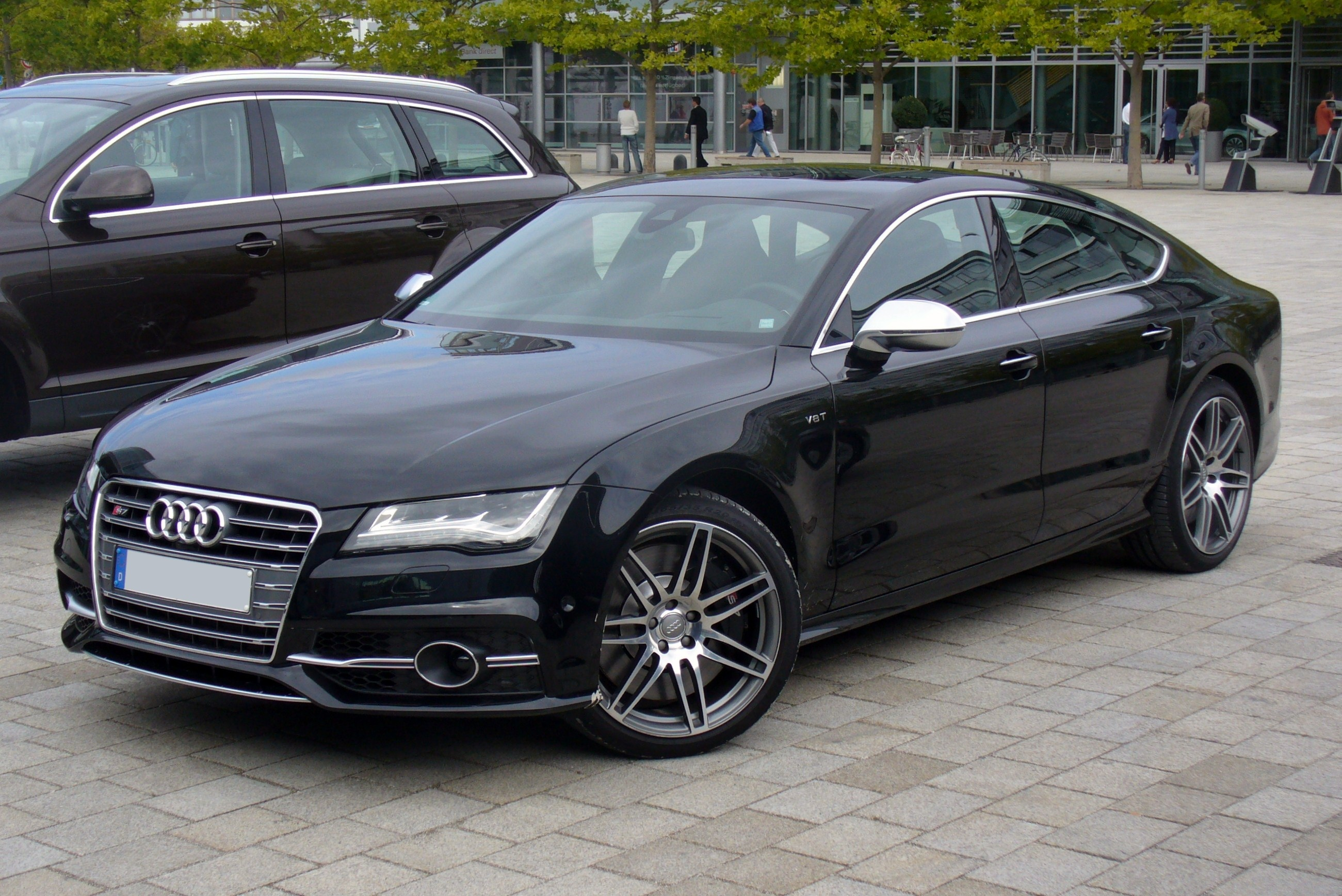
أودي أس 7 سبورت باك \ كواترو أس-ترونيك
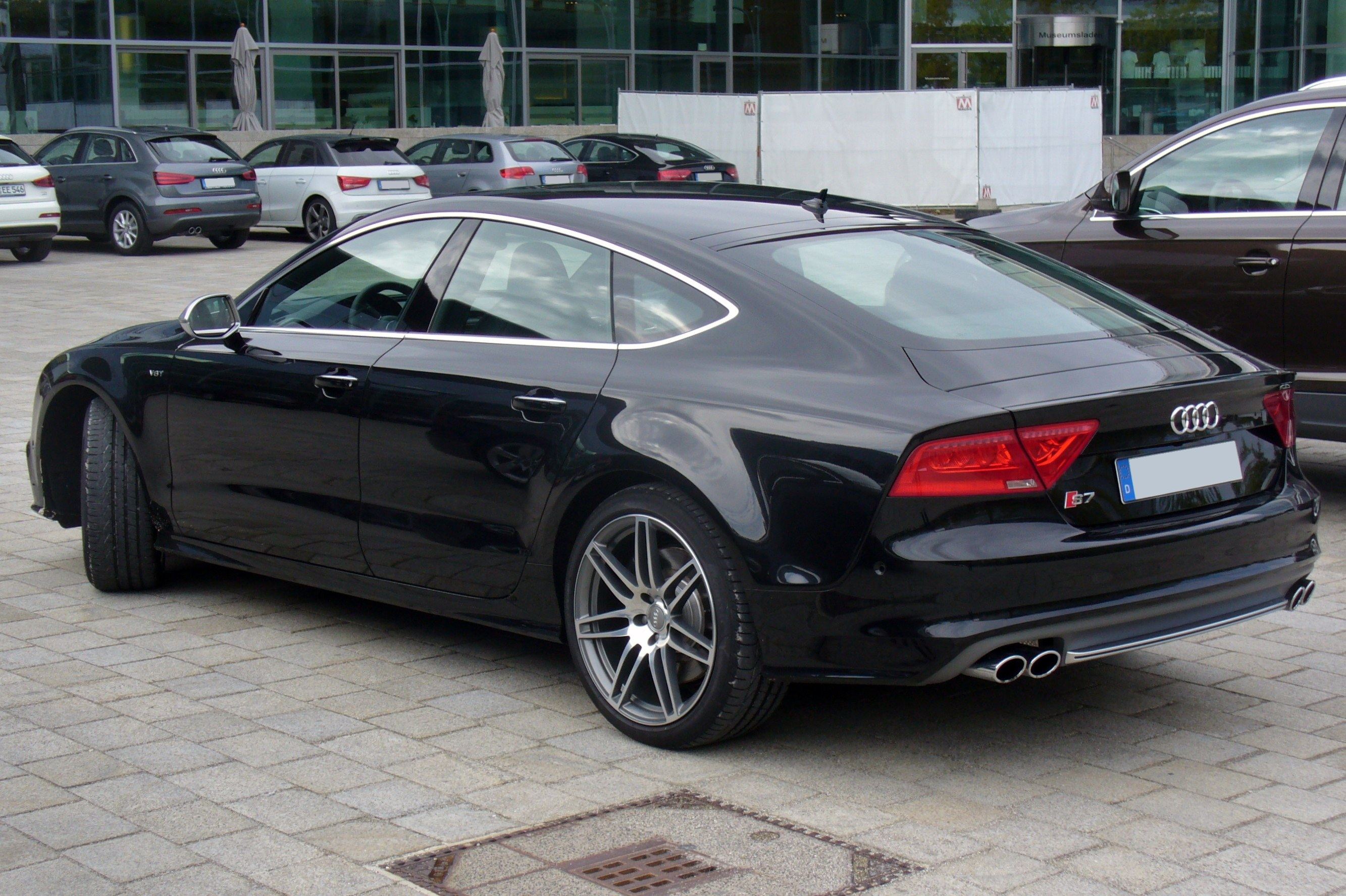
أودي أس 7 سبورت باك \ كواترو أس-ترونيك
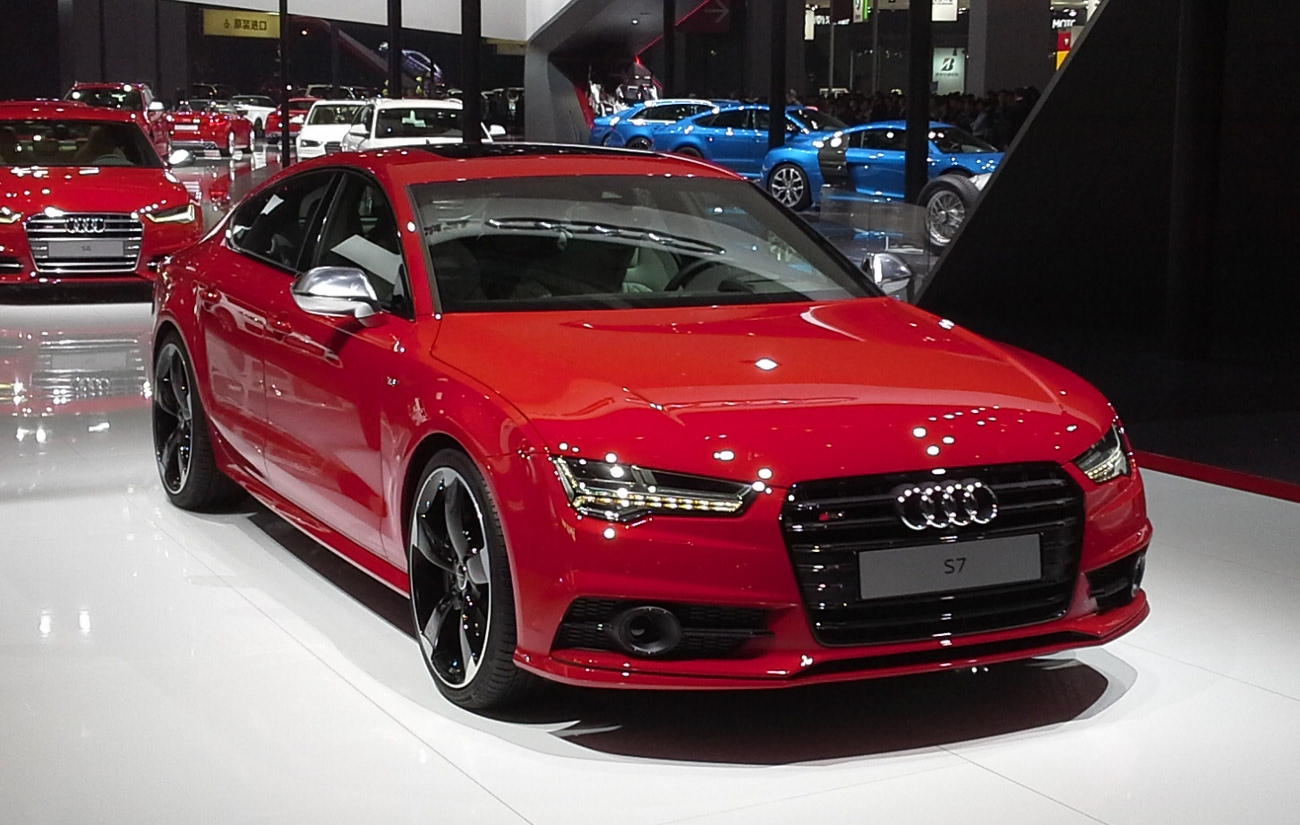
أودي سي 7 سبورت باك \ أس-ترونيك 2015
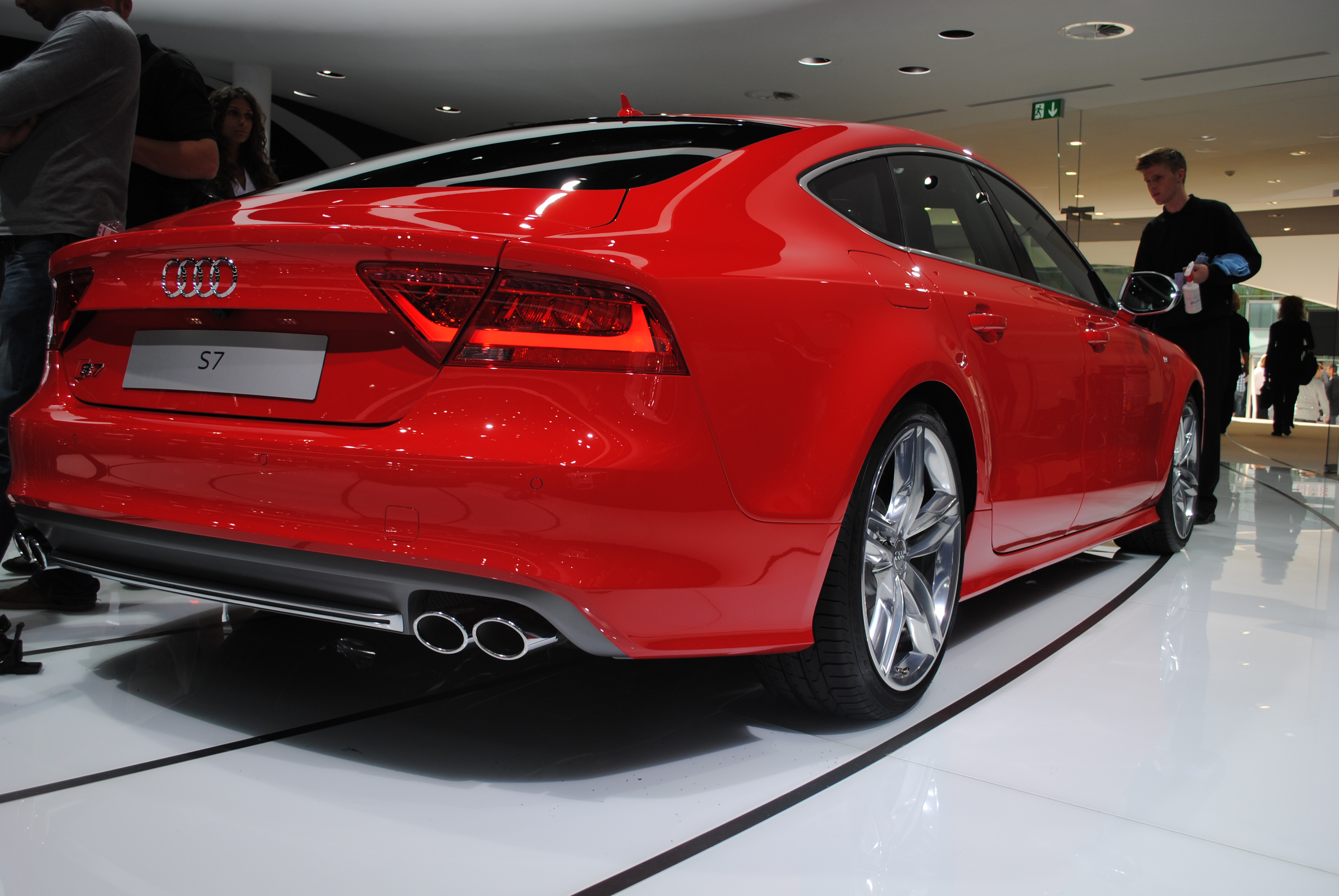
أودي أس 7 سبورت باك \ أس-ترونيك 2015
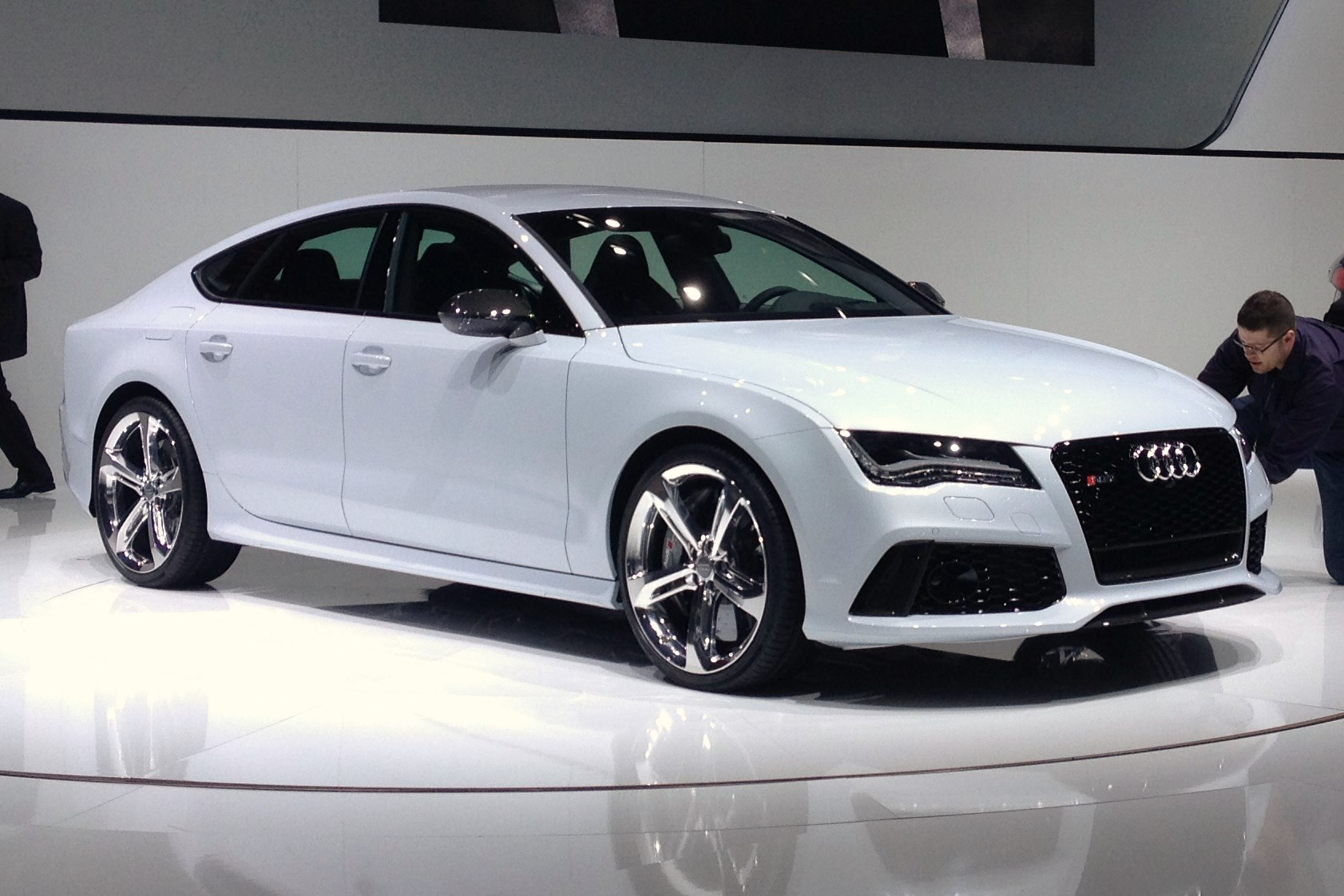
أودي ار أس 2014
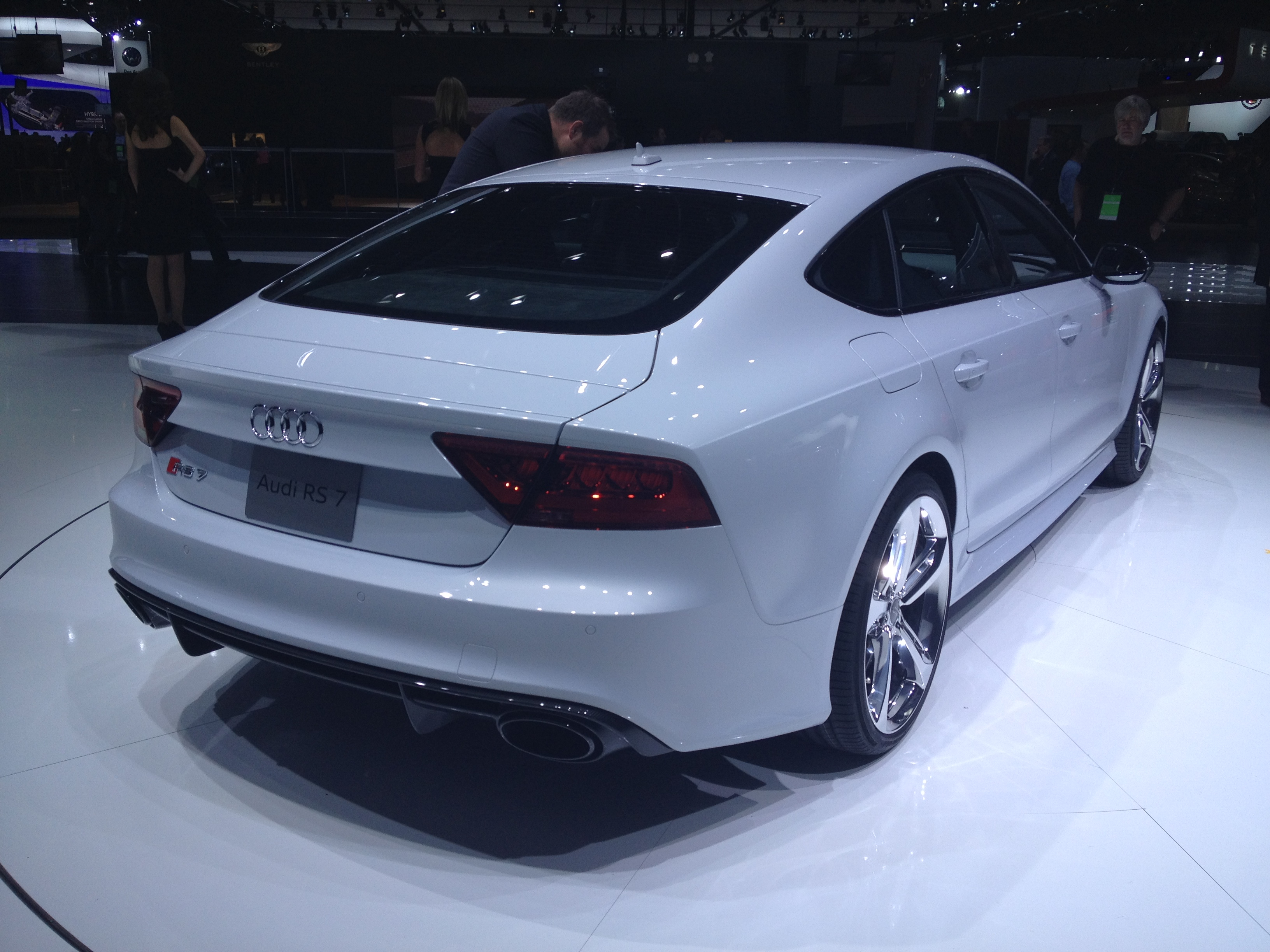
أودي ار أس 2014
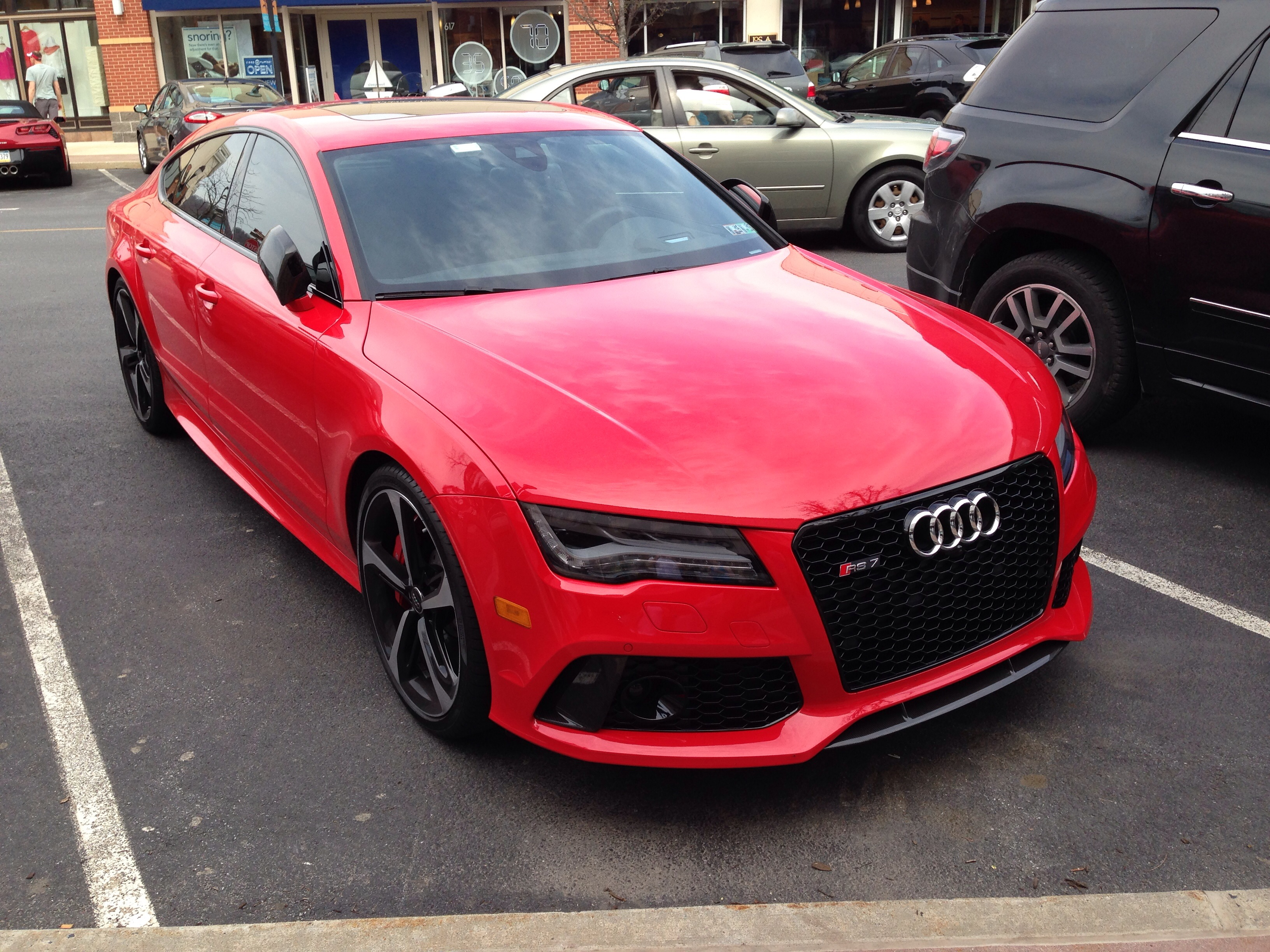
أودي ار أس 2014
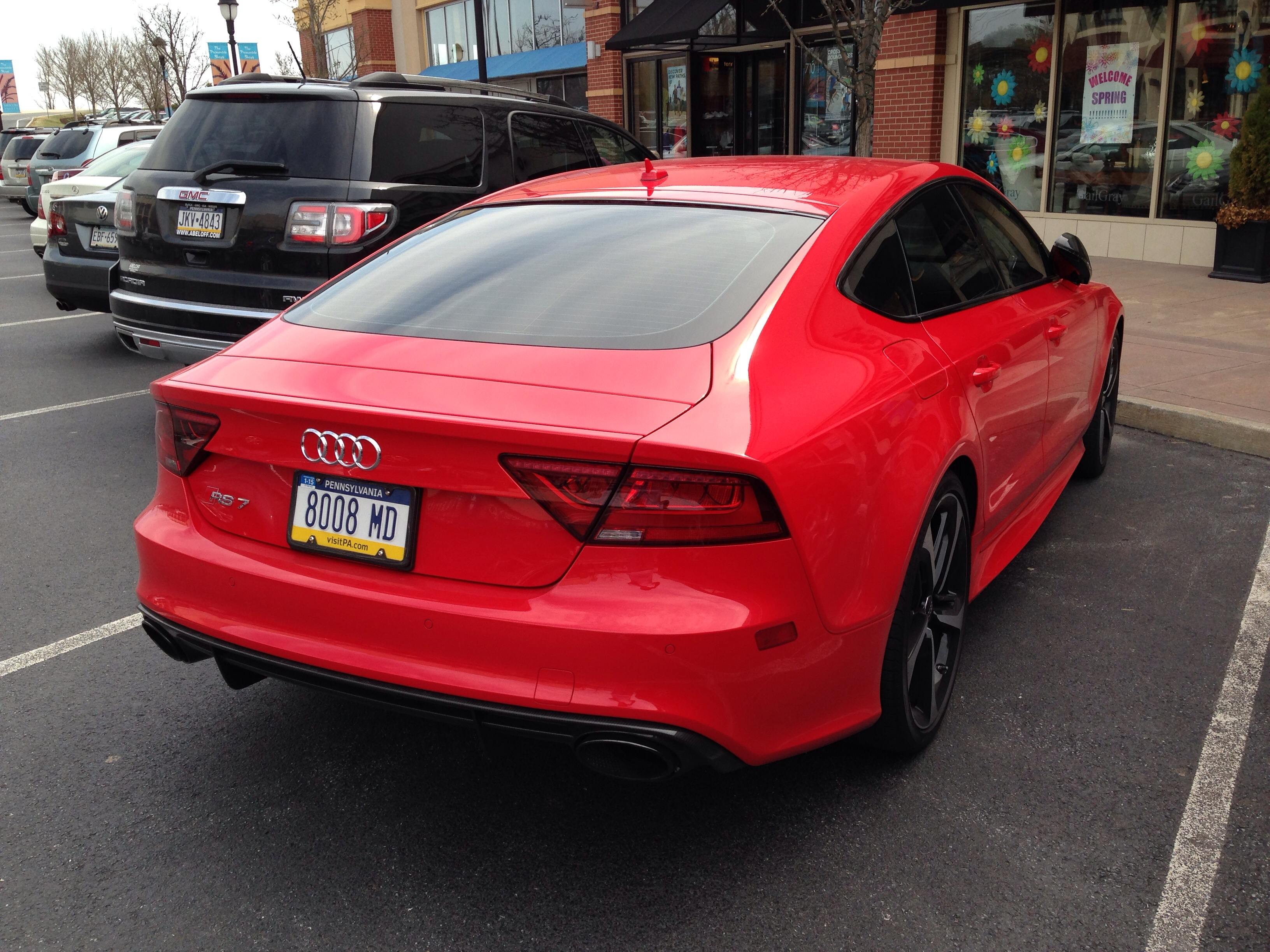
أودي ار أس 2014
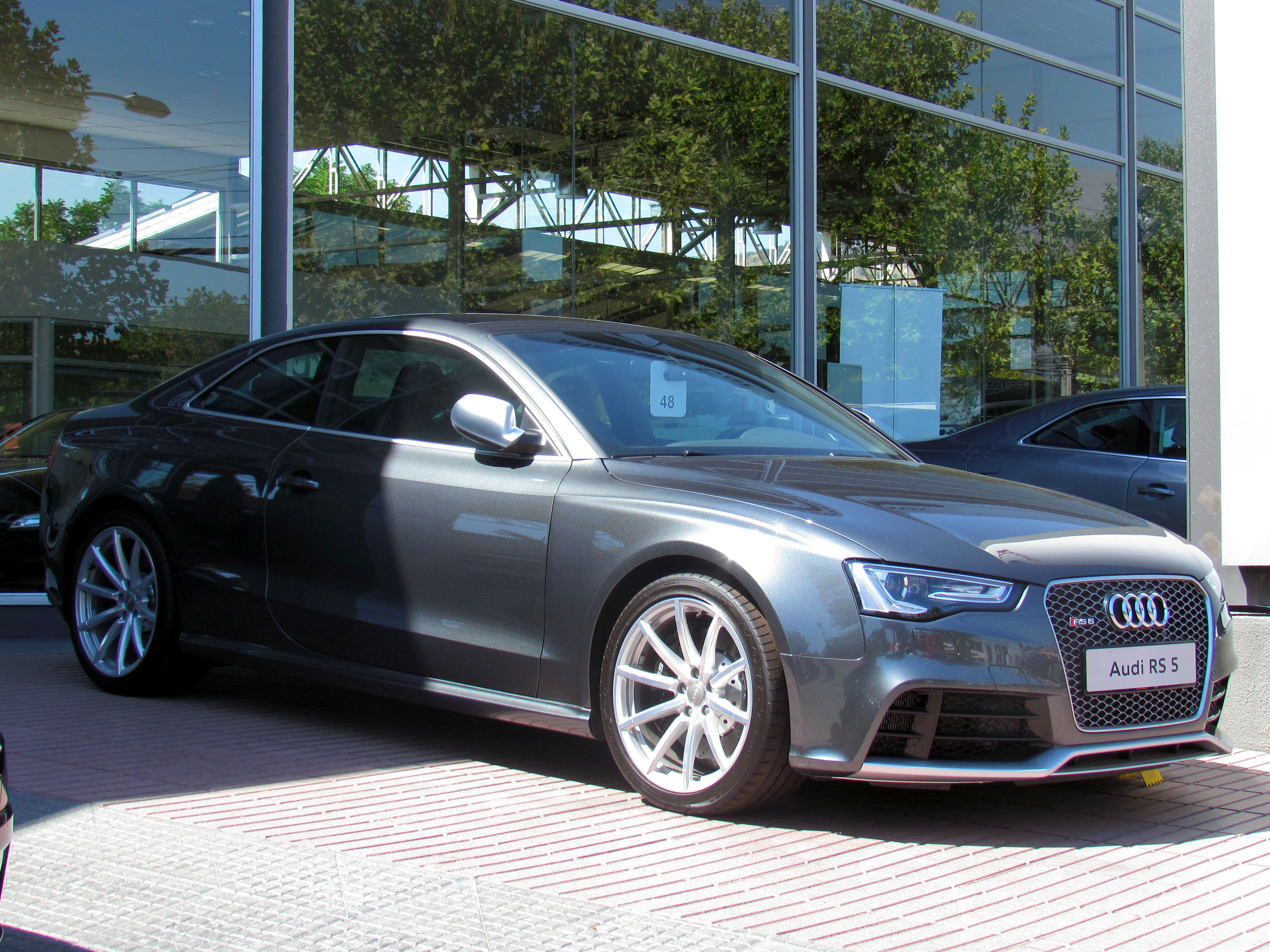
أودي ار أس 5 (2014)
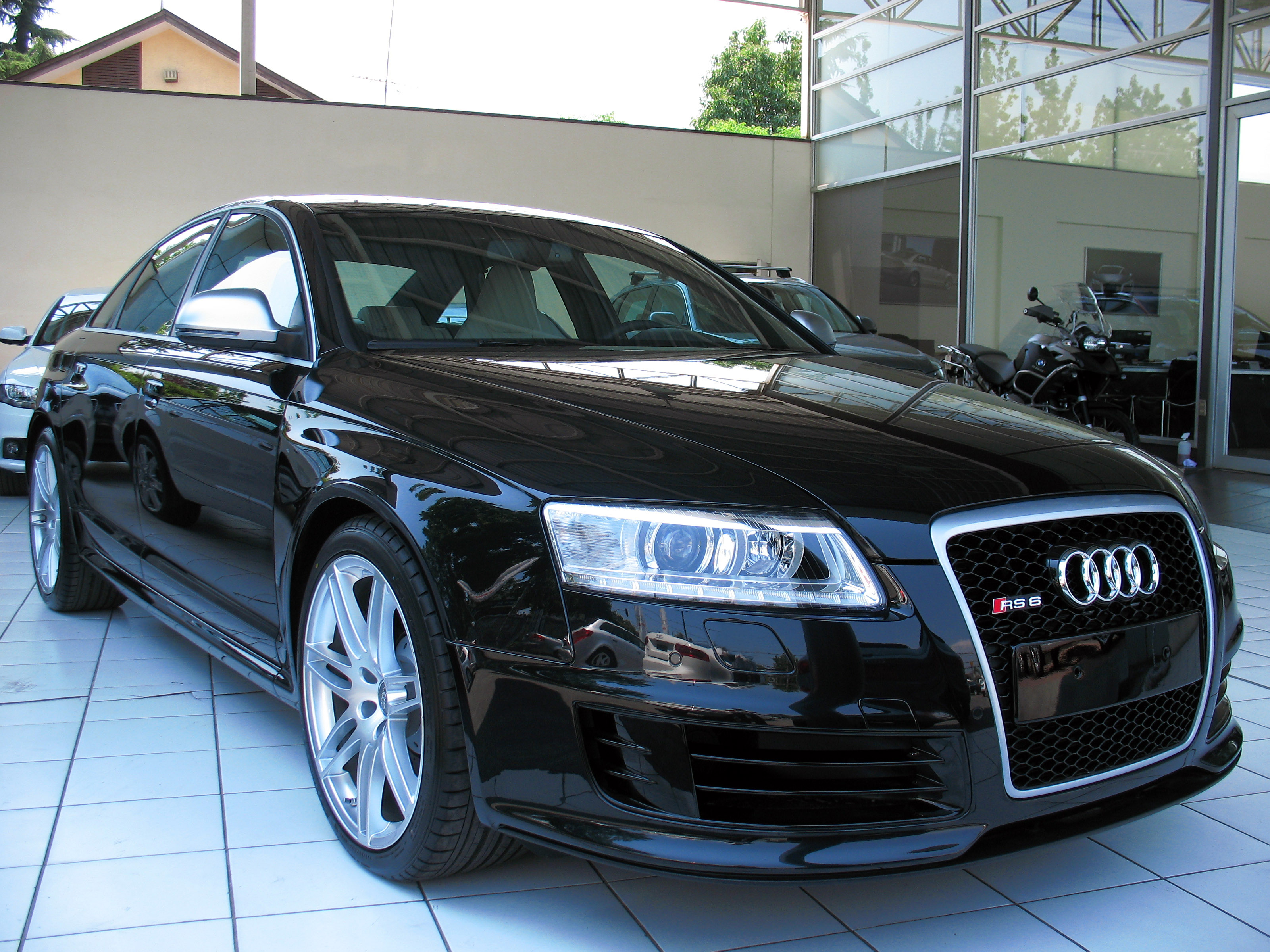
أودي ار أس 6 (2010)
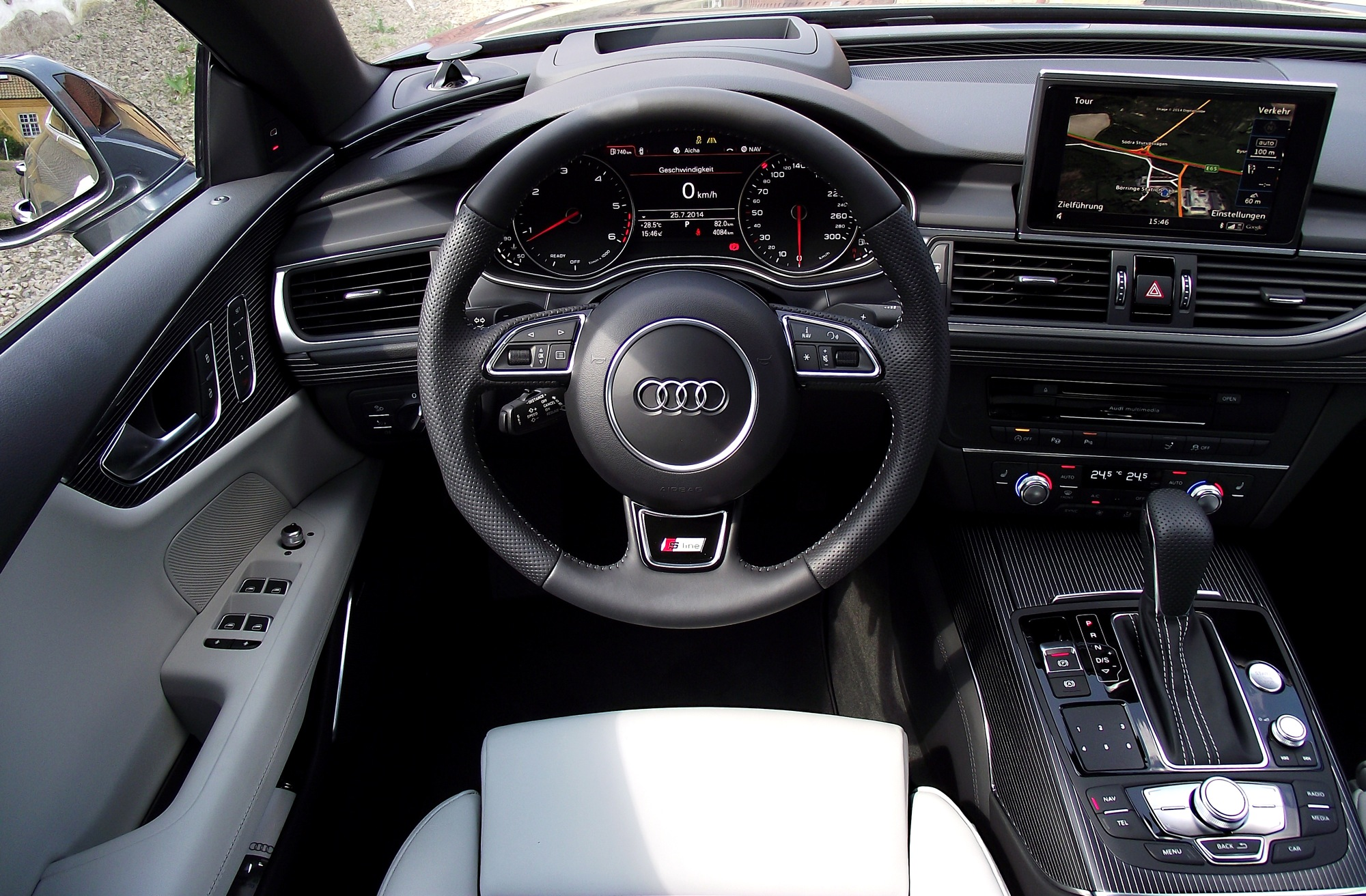
أودي أس 7 سبورت باك 2014 من الداخل

## الجيل الثاني

### (النوع 4 كي8؛ 2018 حتى الوقت الحاضر)
تم الكشف عن الجيل الثاني من إي 7 في أكتوبر 2017، وتم إطلاقه رسمياً في ألمانيا في فبراير 2018، وكان معروضاً للبيع في أوروبا منذ أواخر عام 2017، وظهر لأول مرة في سوق أمريكا الشمالية في معرض أمريكا الشمالية الدولي للسيارات في ديترويت في 12 يناير 2018.
بدأ الإنتاج في فبراير 2018 في مصنع نيكارسولم أودي.
تم الكشف عن آر أس 7 سبورت باك لأول مرة في معرض فرانكفورت للسيارات 2019.

### المحركات
عند الإطلاق، تم تشغيل إي 7 بمحرك بنزين سداسي الأسطوانات ينتج 250 كيلوواط (340 حصاناً، 335 حصاناً) و500 نيوتن متر (369 رطل قدم)، وهو محرك مستخدم أيضاً في أودي إي 8 الجديدة. مزيد من المحركات سوف تتبع بعد وقت قصير من بدء الإنتاج.
ستتلقى جميع الوحدات نظاماً كهربائياً للمركبة بجهد 48 فولت، والذي يشتمل جنباً إلى جنب مع مشغل مولد التيار المتردد (الإختصارBAS) على نظام MHEV (السيارة الكهربائية الهجينة الخفيفة).

### آسيا
- باكستان- تم إطلاق إي 7 سبورت باك م.كي نوع سي 8 _4كي في باكستان في عام 2019
- الهند - تم إطلاق إي 7 الجديد في الهند في عام 2018.[42]
- بنجلاديش - سيكون الجيل الثاني من أودي إي 7 هو الجيل الأول من إي 7 الذي يتم بيعه في بنغلاديش.[43]
- عُمان - سيُباع الجيل الثاني من إي 7 في عُمان في سبتمبر 2018.
- فيتنام - دخلت السوق الفيتنامية في أكتوبر 2018.
- تايلاند - دخلت السوق التايلاندية في فبراير 2019.

### المحركات

#### محركات البنزين
| نموذج                                  | سنين                  | رمز                                                                                 | القوة ، عزم الدوران عند دورة في الدقيقة                                                              | 0–100 كم / ساعة (0–62 ميل / ساعة) | السرعة القصوى                                        |
| -------------------------------------- | --------------------- | ----------------------------------------------------------------------------------- | --- | --------------------------------- | ---------------------------------------------------- |
| إي 7 2.0 لتر ت.ف.س.آي (40 ألتر كواترا) | 2018 إلى الوقت الحاضر | 1،995 سم مكعب (121.7 قدم مكعب) I4 توربو                                             | 190 حصان (140 كيلوواط، 187 حصانا) 320 نيوتن متر (236 رطل قدم) عند 1450-4200 دورة في الدقيقة          | 7.2 ثانية                         | 240 كم / ساعة (149 ميل / ساعة)                       |
| إي 7 2.0 لتر ت.ف.س.آي (45 ألتر كواترا) | 2018 إلى الوقت الحاضر | 1،995 سم مكعب (121.7 قدم مكعب) I4 توربو                                             | 252 حصان (185 كيلوواط، 249 حصان) 370 نيوتن متر (273 رطل قدم) عند 1600-4500 دورة في الدقيقة           | 5.8 ثانية                         | 250 كم / ساعة (155 ميل / ساعة)                       |
| إي 7 3.0 لتر ت.ف.س.آي (55 ألتر كواترا) | 2018 إلى الوقت الحاضر | 2995 سم مكعب (182.8 متر مكعب) توربو V6 مزدوج التمرير                                | 340 حصان (250 كيلوواط، 335 حصان) عند 5000-6000 / 6400 ، 500 نيوتن متر (368.8 رطل قدم) عند 1،370-4500 | 5.3 ثانية                         | 250 كم / ساعة (155 ميل / ساعة)                       |
| إي 7 ت.ف.س.آي (55 كواترا أس-لاين)      | 2019 إلى الوقت الحاضر | 2995 سم مكعب (182.8 متر مكعب) توربو مزدوج التمرير V6 + نظام 48 فولت                 | 340 حصان (250 كيلوواط، 335 حصان) عند 5000-6400 ، 500 نيوتن متر (369 رطل قدم) عند 1،370-4،500         | 5.3 ثواني                         | 250 كم / ساعة (155 ميل / ساعة)                       |
| أس 7 2.9 لتر ت.ف.س.آي كواترا           | 2019 إلى الوقت الحاضر | 2894 سم مكعب (176.6 متر مكعب) سداسي الأسطوانات توربو مزدوج + نظام 48 فولت ميجا هرتز | 450 حصان (331 كيلو واط، 444 حصان) 600 نيوتن متر (443 رطل قدم)                                        | 4.5 ثانية                         | 250 كم / ساعة (155 ميلاً في الساعة)                   |
| آر أس 7 4.0 لتر ت.ف.س.آي كواترو        | 2019 إلى الوقت الحاضر | 3،996 سم مكعب (243.9 قدم مكعب) محرك V8 مزدوج التوربو + نظام 48 فولت MHEV            | 600 حصان (441 كيلوواط، 592 حصان) 800 نيوتن متر (590 رطل قدم)                                         | 3.5 ثانية                         | 306 كم / ساعة (190 ميل في الساعة) مع باقة دينامك بلس |

#### محركات الهجين
| نموذج                   | السنة                 | رمز                                                    | القوة ، عزم الدوران عند دورة في الدقيقة | 0–100 كم / ساعة (0–62 ميل / ساعة) | السرعة القصوى                  |
| ----------------------- | --------------------- | ------------------------------------------------------ | --- | --------------------------------- | ------------------------------ |
| إي 7 55 ت.ف.س.آي كواترو | 2021 إلى الوقت الحاضر | 1،995 سم مكعب (121.7 قدم مكعب) I4 توربو + محرك كهربائي | 252 حصان (185 كيلوواط، 249 حصان) عند 5000-6000 دورة في الدقيقة (المحرك) 252 حصان (185 كيلوواط، 249 حصان) (المحرك) 367 حصان (270 كيلو واط، 362 حصان) (قوة النظام) 370 نيوتن متر (273 رطل لكل بوصة) قدم) عند 1600-4500 دورة في الدقيقة (المحرك) 350 نيوتن متر (258 رطل قدم) (المحرك) 500 نيوتن متر (369 رطل قدم) (قوة النظام) | 5.4 ثانية                         | 250 كم / ساعة (155 ميل / ساعة) |

#### محركات الديزل
| نموذج                              | السنة | رمز                                                                                  | القوة ، عزم الدوران عند دورة في الدقيقة                                                          | 0–100 كم / ساعة (0–62 ميل / ساعة) | السرعة القصوى |
| ---------------------------------- | ----- | ------------------------------------------------------------------------------------ | ------------------------------------------------------------------------------------------------ | --------------------------------- | ------------- |
| إي 7 40 ت.د.آي / 2.0 لتر ت.د.آي    | 2019- | 1،968 سم مكعب (120.1 مكعب في)                                                        | 204 حصان (150 كيلوواط، 201 حصان) عند 3750-4200400 نيوتن متر (295.0 رطل قدم) عند 1750-3000        | 8.3 ثانية                         | 245 كم / ساعة |
| إي 7 45 ت.د.آي / 3.0 ت.د.آي كواترو | 2019- | 2967 سم مكعب (181.1 قدم مكعب) V6 توربو                                               | 231 حصان (170 كيلوواط، 228 حصان) عند 3،250-4،750 ، 500 نيوتن متر (368.8 رطل قدم) عند 1،750-3،250 | 6.5 ثانية                         | 250 كم / ساعة |
| إي 7 50 ت.د.آي / 3.0 ت.د.آي كواترو | 2018- | 2967 سم مكعب (181.1 قدم مكعب) V6 توربو                                               | 286 حصان (210 كيلو واط، 282 حصان) عند 3750-4000 ، 600 نيوتن متر (442.5 رطل قدم) عند 2250 - 3250  | 5.7 ثانية                         | 250 كم / ساعة |
| أس 7 3.0 لتر ت.د.آي كواترو         | 2019- | 2967 سم مكعب (181.1 قدم مكعب) سداسي الأسطوانات توربو + نظام الجهد العالي جداً 48 فولت | 349 حصان (257 كيلوواط، 344 حصان) عند 3850 ، 700 نيوتن متر (516.3 رطل قدم) عند 2500               | 5.1 ثانية                         | 250 كم / ساعة |

## معرض صور

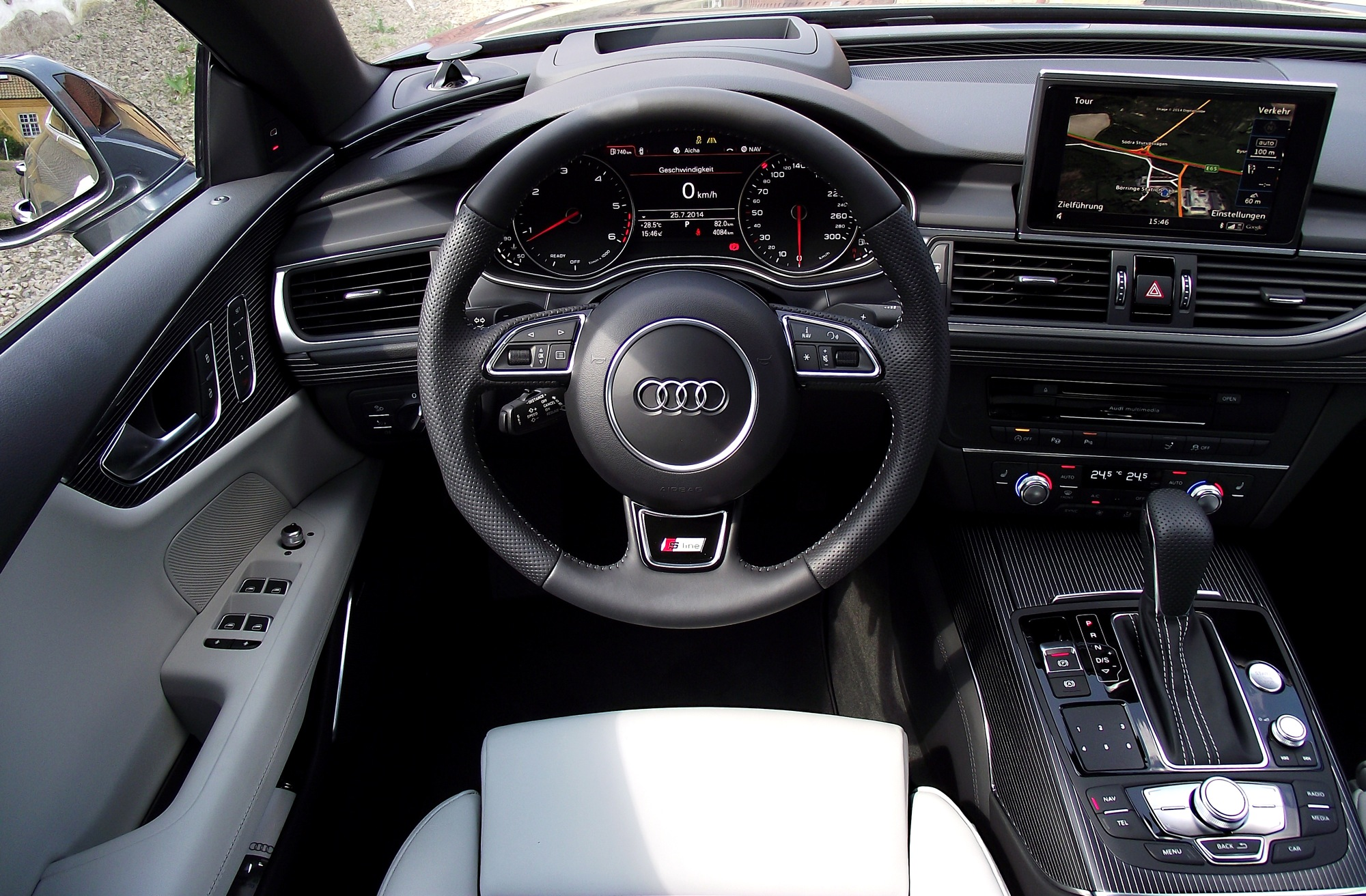
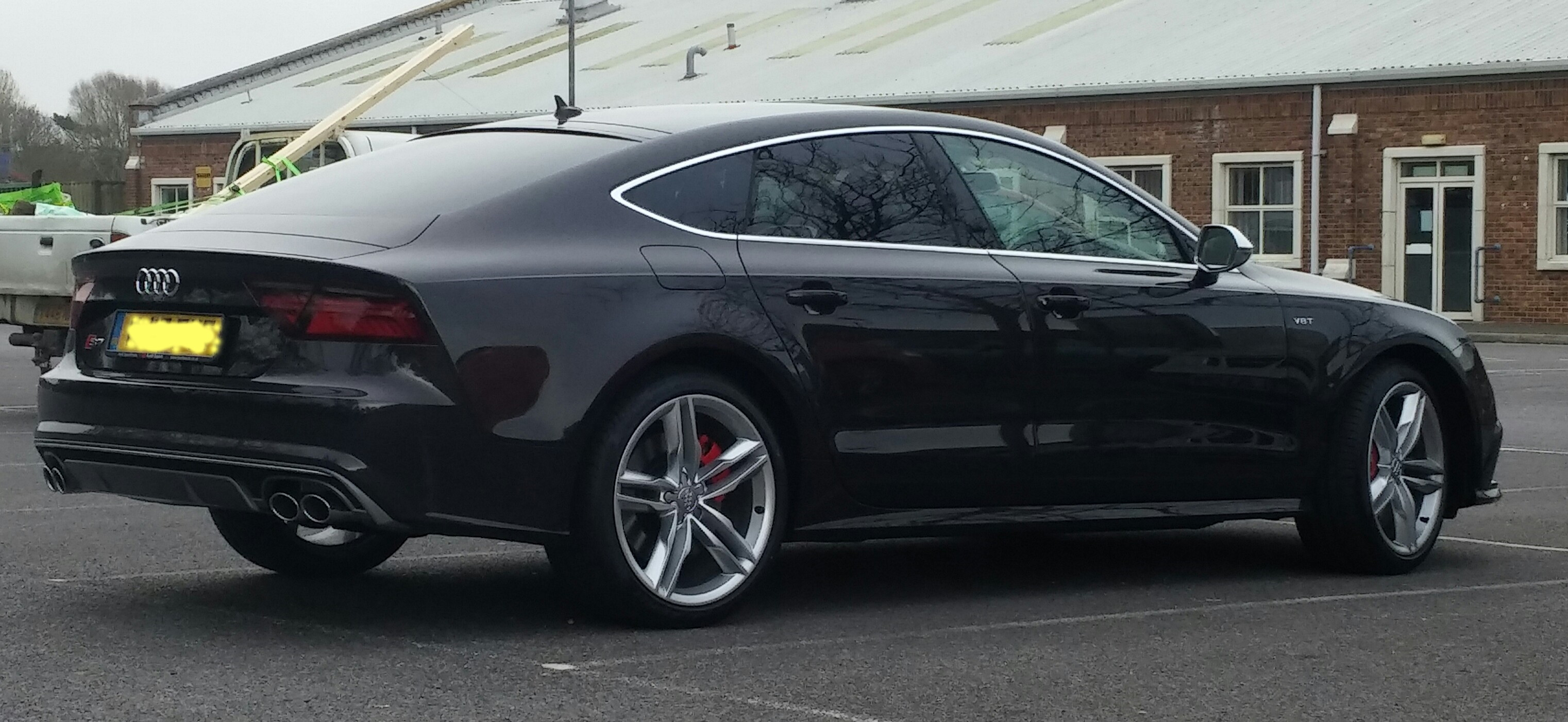
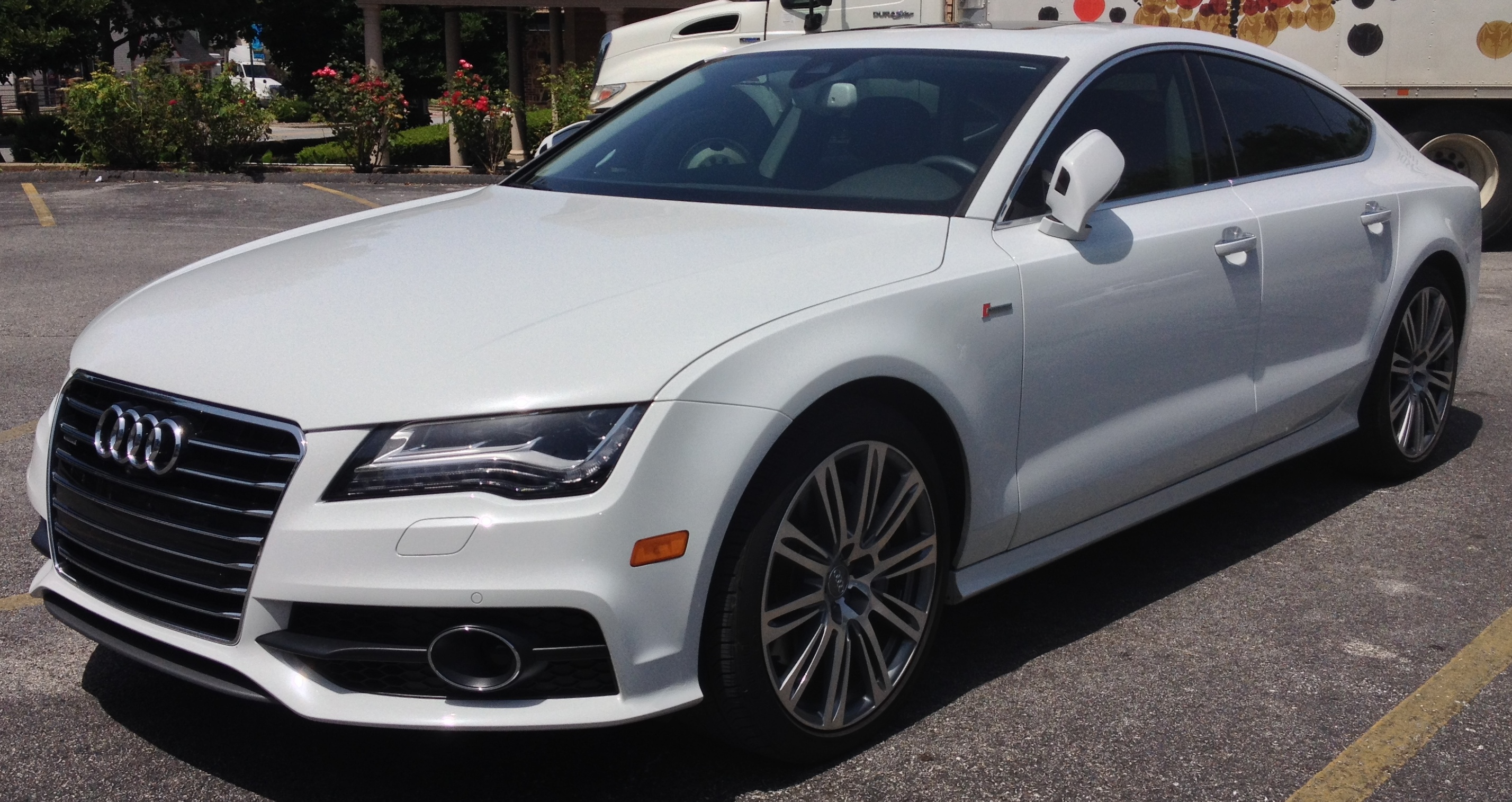
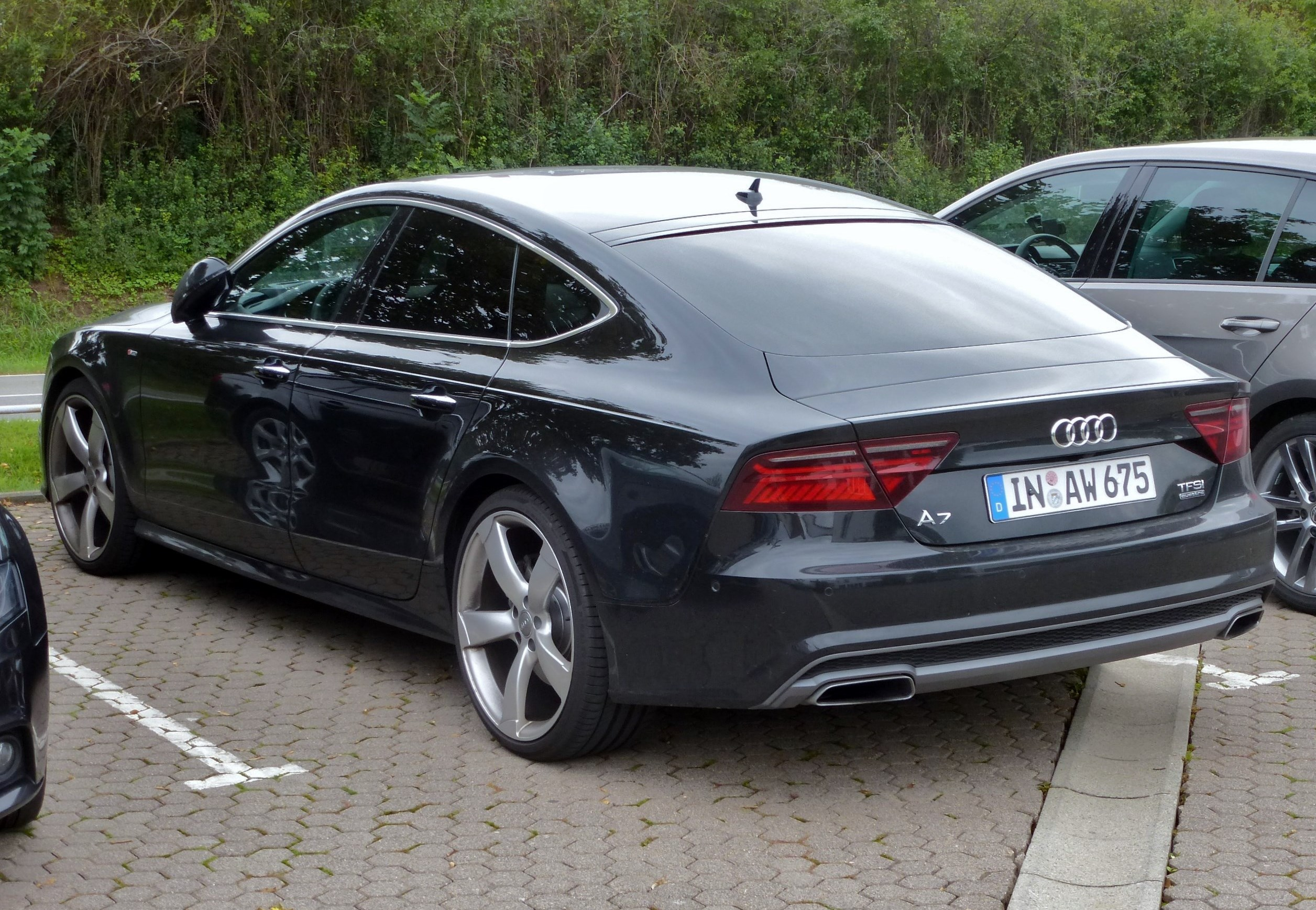
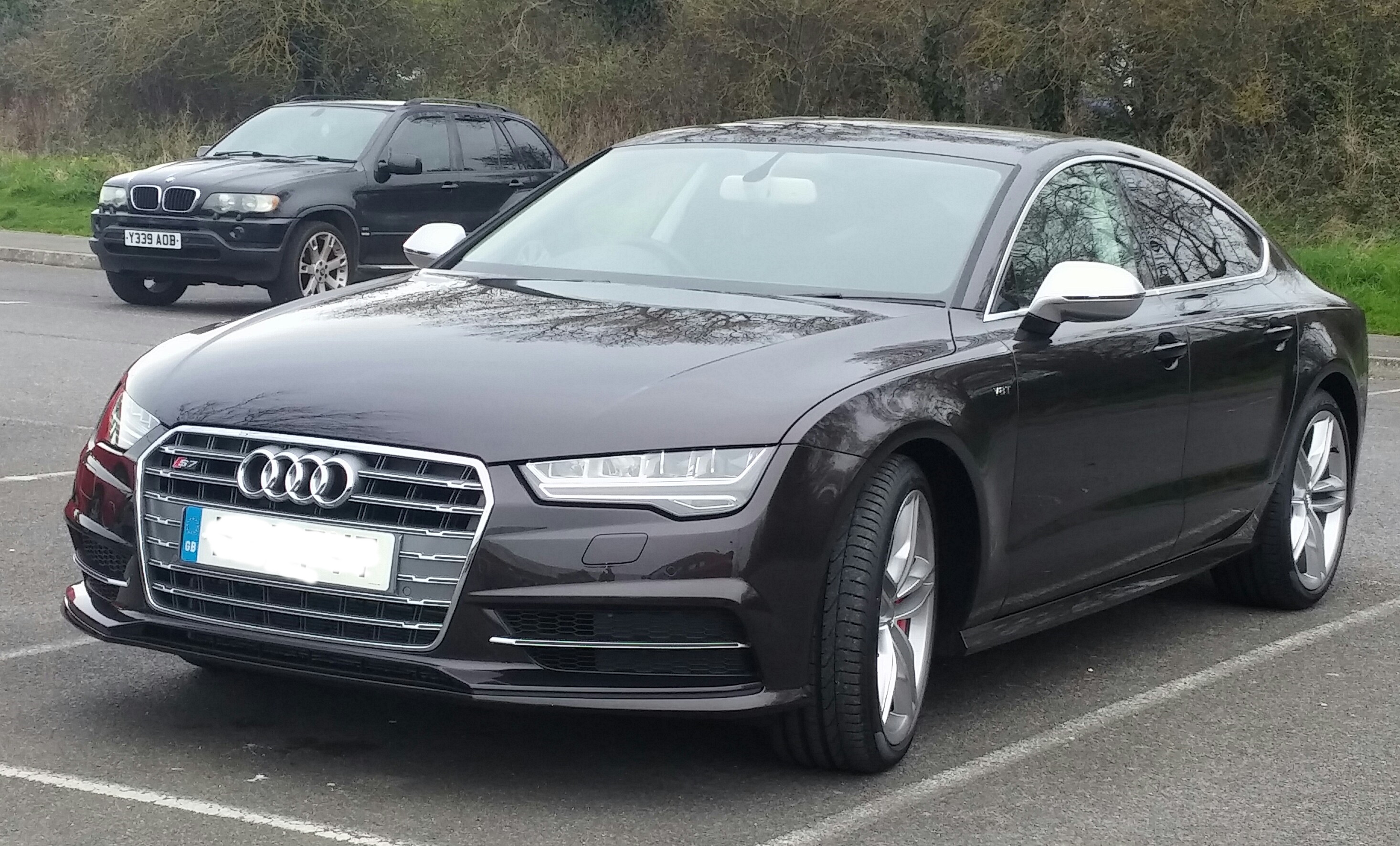
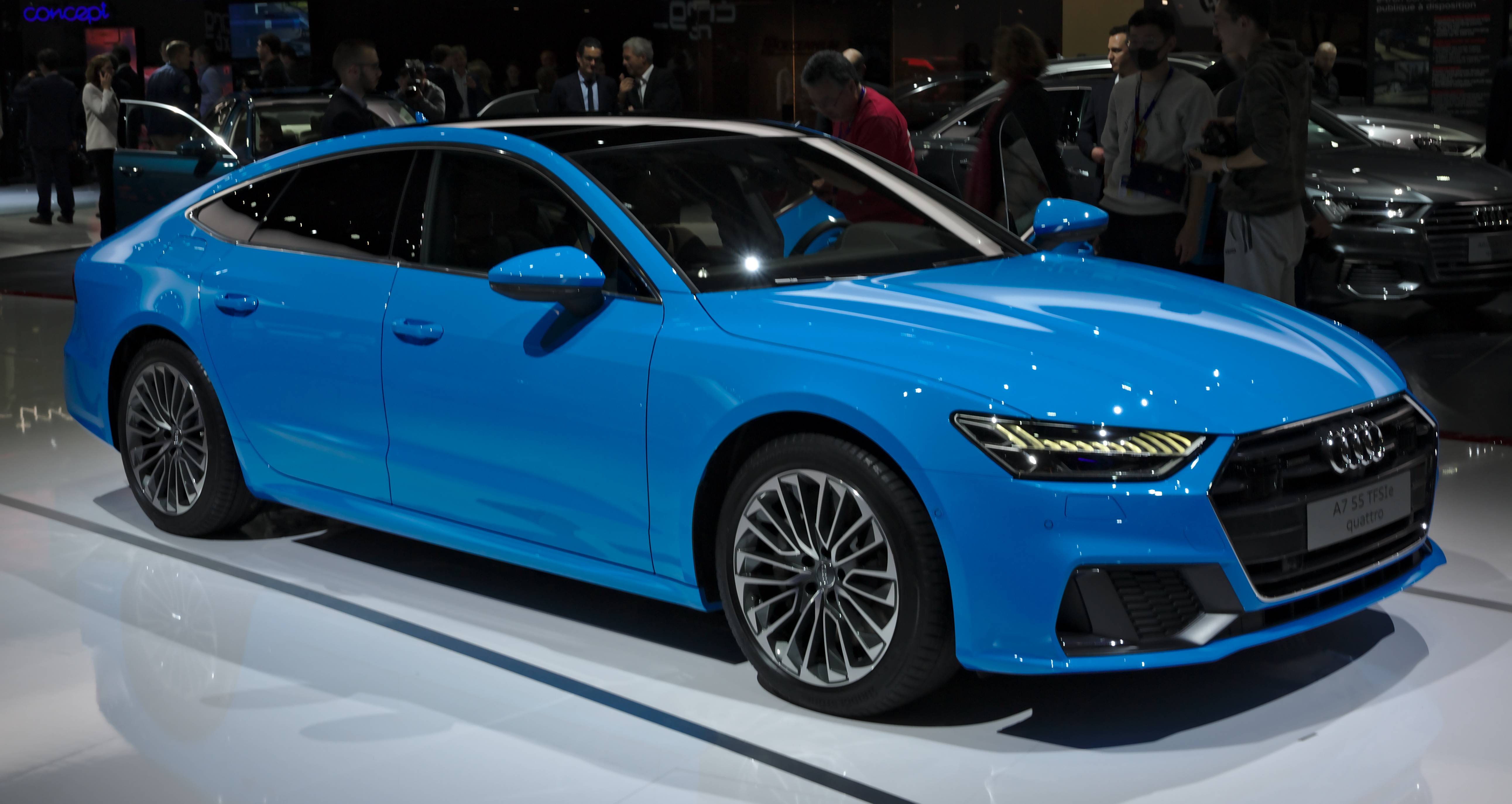
أودي ار أس 2019
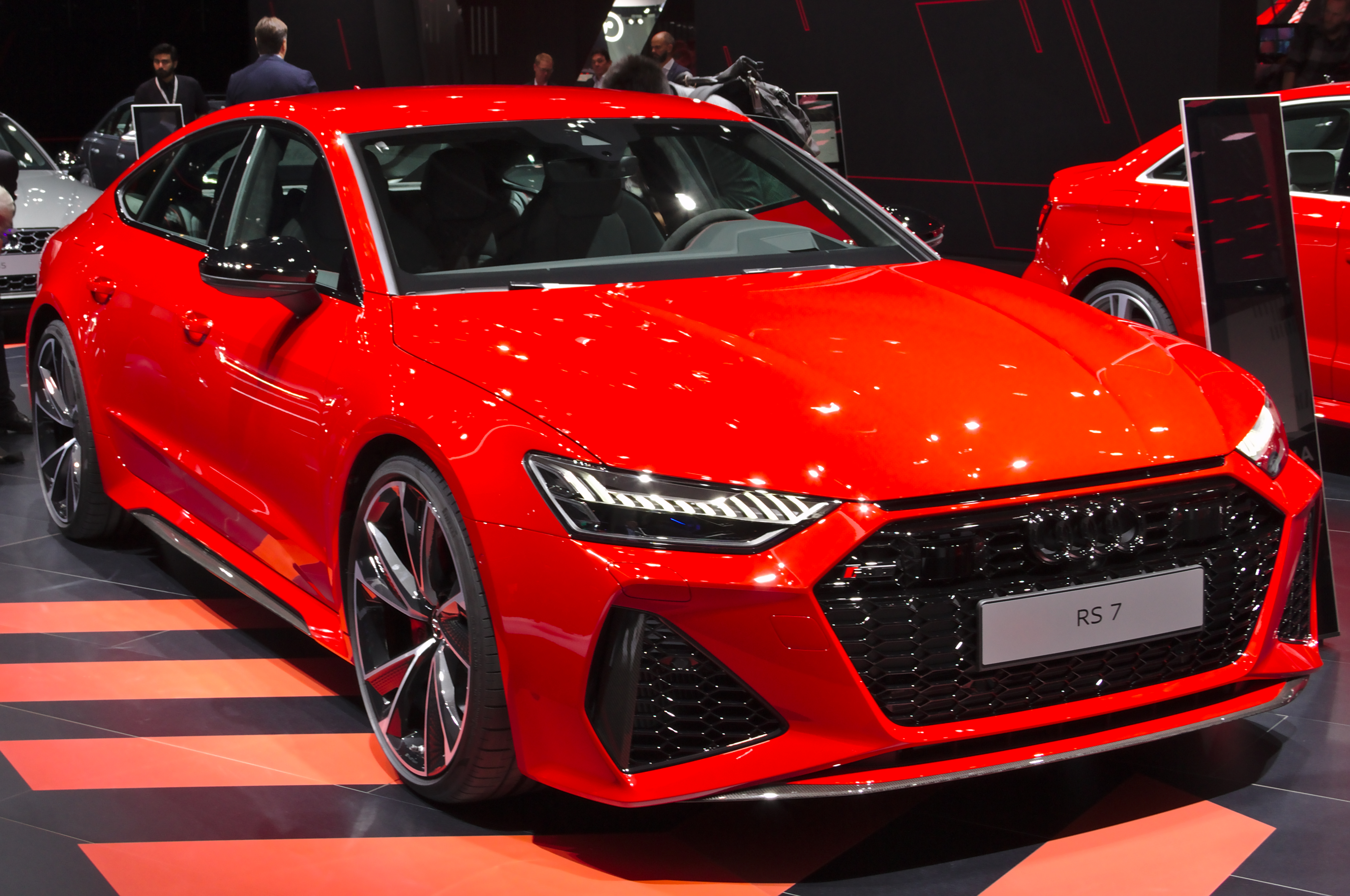
أودي ار أس 2019
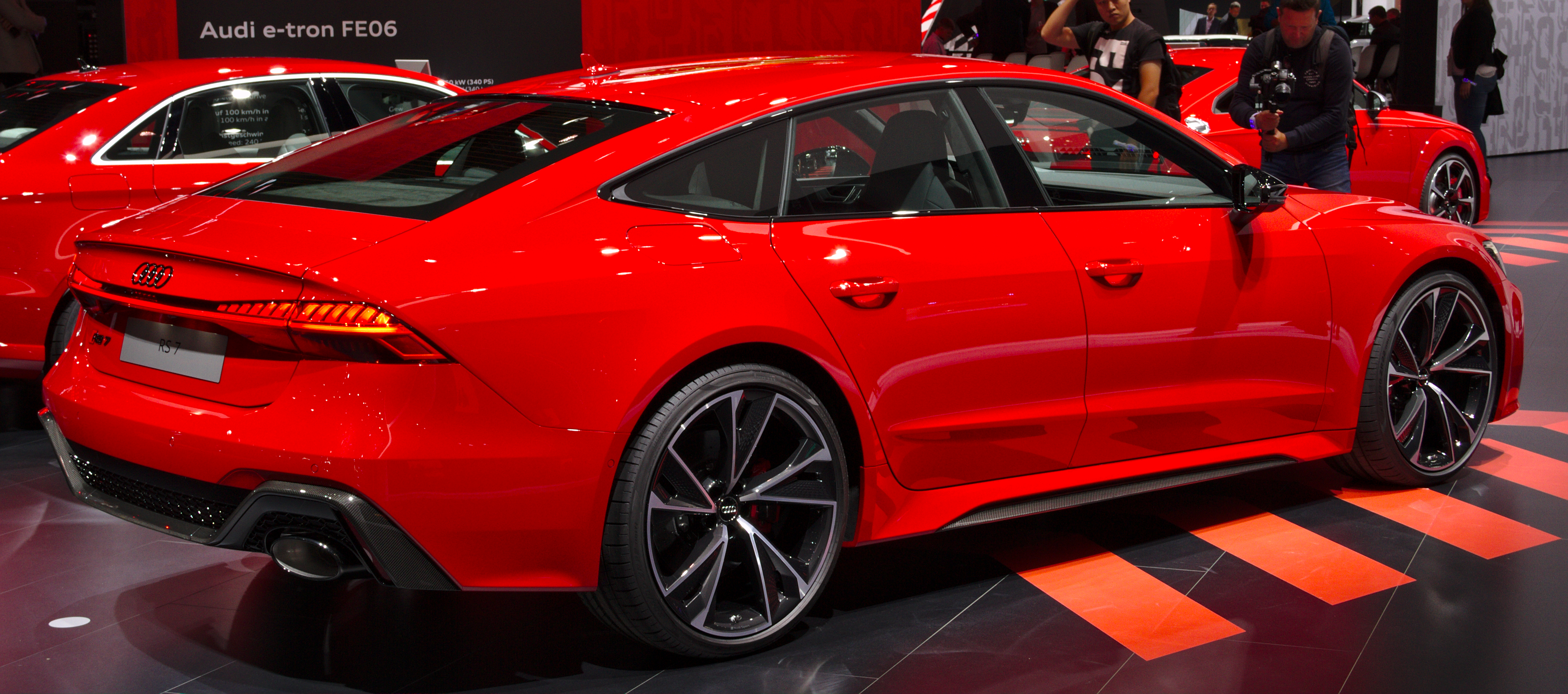
أودي ار أس 2019
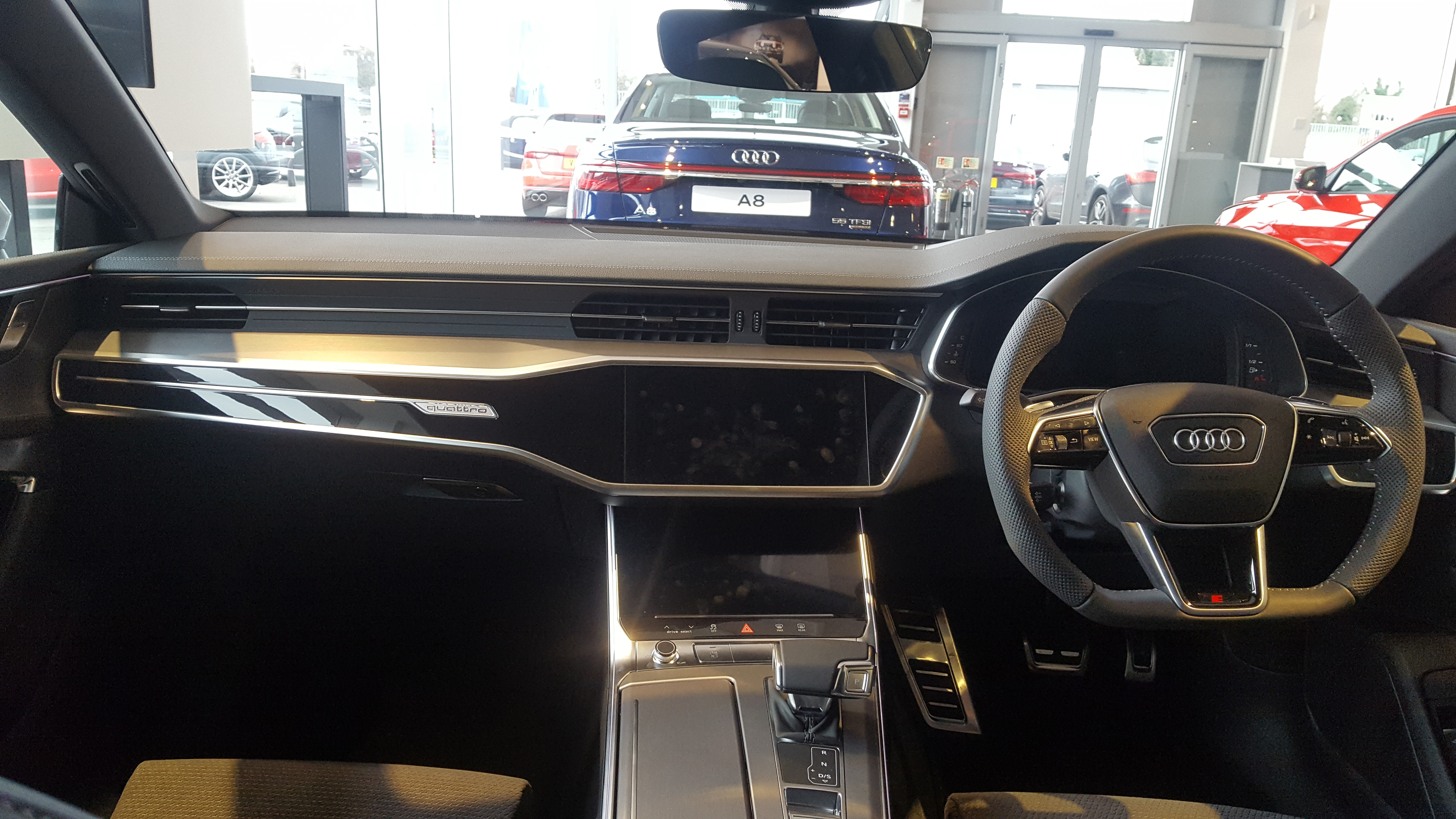
من الداخل

## روابط خارجية
بيان صحفي لشركة أودي في يوليو 2010